# Verdun-sur-Garonne
Pour les articles homonymes, voir Verdun (homonymie) et Garonne (homonymie).
Verdun-sur-Garonne est une commune française située dans le sud du département de Tarn-et-Garonne, en région Occitanie. Sur le plan historique et culturel, la commune est dans le pays de Rivière-Verdun, un petit pays d'élection de l'est de la Gascogne, à l'écart des grandes voies de communication, et s'étageant sur les terrasses de la rive gauche de la Garonne, entre la vallée de la Save et la Lomagne, et se prolongeant en Gascogne toulousaine.
Exposée à un climat océanique altéré, elle est drainée par la Garonne, le Lambon, le ruisseau de Marguestaud, le ruisseau de Nadesse, le ruisseau Galinas, le ruisseau de Saint-Pierre, le ruisseau des Tauris, le ruisseau de Pécurié, le ruisseau de Pézoulat, le ruisseau de Saint-Jean, le ruisseau Segonde et par divers autres petits cours d'eau. La commune possède un patrimoine naturel remarquable : deux sites Natura 2000 (« Garonne, Ariège, Hers, Salat, Pique et Neste » et la « vallée de la Garonne de Muret à Moissac »), trois espaces protégés (le « cours de la Garonne, de l'Aveyron, du Viaur et du Tarn », les « îles de Verdun-Pescay » et « Verdun Saint Pierre ») et deux zones naturelles d'intérêt écologique, faunistique et floristique.
Verdun-sur-Garonne est une commune rurale qui compte 4 914 habitants en 2022, après avoir connu une forte hausse de la population depuis 1962. Elle est dans l'unité urbaine de Verdun-sur-Garonne et fait partie de l'aire d'attraction de Toulouse. Ses habitants sont appelés les Verdunois ou  Verdunoises.

## Géographie

### Localisation
Verdun-sur-Garonne est située en Gascogne, dans l'ancien pays de Rivière-Verdun, à 40 km au nord-ouest de Toulouse et 26 km au sud-ouest de Montauban.
Elle a été bâtie à un emplacement stratégique où ses imposants remparts donnaient directement sur le fleuve Garonne. Son port, le premier sur la Garonne entre Toulouse et Agen, était autrefois très redouté par les marins Ce n'est plus le cas depuis que le lit de la Garonne s'est déplacé vers l'Est et les remparts ne surplombent plus que la plaine alluviale.
Aujourd'hui, la commune est dynamisée par le rapprochement de l'aire d'attraction de Toulouse, qui lui fait connaitre une forte croissante démographique.

### Communes limitrophes
Les communes limitrophes sont  Aucamville, Bessens, Bouillac, Dieupentale, Grisolles, Mas-Grenier, Monbéqui, Saint-Sardos et Savenès.
| Mas-Grenier, Saint-Sardos | Monbéqui           | Bessens     |
| Bouillac                  | Verdun-sur-Garonne | Dieupentale |
| Savenès                   | Aucamville         | Grisolles   |

### Géologie et relief
Verdun-sur-Garonne se trouve dans une plaine sédimentaire formée de molasses du miocène et de dépôts alluvionnaires fluviaux du Pléistocène et de l'Holocène.
La superficie de la commune est de 3 626 hectares ; son altitude varie de 90  à   166 mètres.

### Hydrographie

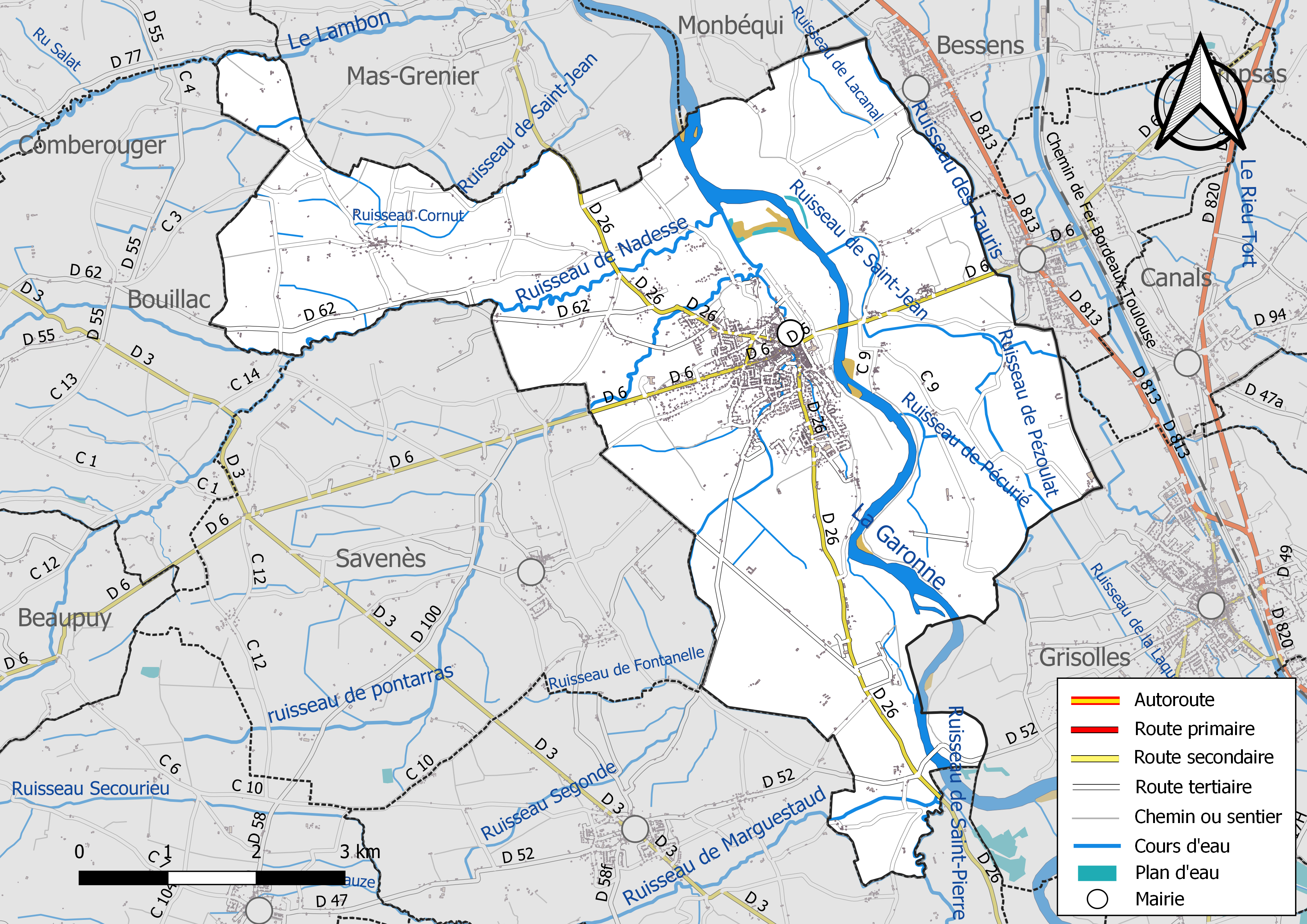
Réseaux hydrographique et routier de Verdun-sur-Garonne.

La commune est dans le bassin versant de la Garonne, au sein du bassin hydrographique Adour-Garonne. Elle est drainée par la Garonne, le Lambon, le ruisseau de Marguestaud, le ruisseau de Nadesse, le ruisseau Galinas, le ruisseau de Saint-Pierre, le ruisseau des Tauris, le ruisseau de Pécurié, le ruisseau de Pézoulat, le ruisseau de Saint-Jean, le ruisseau Segonde, un bras de la Garonne, et divers petits cours d'eau, constituant un réseau hydrographique de 55 km de longueur totale,.
La Garonne est un fleuve principalement français qui prend sa source en Espagne et qui coule sur 529 km avant de se jeter dans l’océan Atlantique.
Le Lambon, d'une longueur totale de 25,8 km, prend sa source dans la commune de Brignemont et s'écoule du sud-ouest vers le nord-ouest. Il traverse la commune et se jette dans la Garonne à Mas-Grenier, après avoir traversé 9 communes.
Le ruisseau de Marguestaud, d'une longueur totale de 23,2 km, prend sa source dans la commune de Caubiac et s'écoule du sud-ouest vers le nord-ouest. Il traverse la commune et se jette dans la Garonne sur le territoire communal, après avoir traversé 10 communes.
Le ruisseau de Nadesse, d'une longueur totale de 23,9 km, prend sa source dans la commune de Cox et s'écoule du sud-ouest vers le nord-ouest. Il traverse la commune et se jette dans la Garonne sur le territoire communal, après avoir traversé 7 communes.
Le ruisseau Galinas, d'une longueur totale de 11,3 km, prend sa source dans la commune du Le Burgaud et s'écoule du sud vers le nord. Il traverse la commune et se jette dans le ruisseau de Nadesse sur le territoire communal, après avoir traversé 3 communes.
Le ruisseau de Saint-Pierre, d'une longueur totale de 20,8 km, prend sa source dans la commune de Pelleport et s'écoule du sud-ouest vers le nord-ouest. Il traverse la commune et se jette dans le ruisseau de Marguestaud à Aucamville, après avoir traversé 8 communes.
Le ruisseau des Tauris, d'une longueur totale de 11 km, prend sa source dans la commune de Dieupentale et s'écoule du sud-est vers le nord-ouest. Il traverse la commune et se jette dans la Garonne à Finhan, après avoir traversé 5 communes.

### Climat
Pour des articles plus généraux, voir Climat de l'Occitanie et Climat de Tarn-et-Garonne.
En 2010, le climat de la commune est de type climat du Bassin du Sud-Ouest, selon une étude du Centre national de la recherche scientifique s'appuyant sur une série de données couvrant la période 1971-2000. En 2020, Météo-France publie une typologie des climats de la France métropolitaine dans laquelle la commune est exposée à un climat océanique altéré et est dans la région climatique Aquitaine, Gascogne, caractérisée par une pluviométrie abondante au printemps, modérée en automne, un faible ensoleillement au printemps, un été chaud (19,5 °C), des vents faibles, des brouillards fréquents en automne et en hiver et des orages fréquents en été (15 à 20 jours).
Pour la période 1971-2000, la température annuelle moyenne est de 13,3 °C, avec une amplitude thermique annuelle de 15,5 °C. Le cumul annuel moyen de précipitations est de 709 mm, avec 9,7 jours de précipitations en janvier et 5,6 jours en juillet. Pour la période 1991-2020, la température moyenne annuelle observée sur la station météorologique de Météo-France la plus proche, « Savenès_man », sur la commune de Savenès à 4 km à vol d'oiseau, est de 13,3 °C et le cumul annuel moyen de précipitations est de 705,4 mm. 
La température maximale relevée sur cette station est de 41 °C, atteinte le 27 juin 2019 ; la température minimale est de −14,5 °C, atteinte le 9 février 2012,,.
| Mois                                  | jan.             | fév.           | mars           | avril         | mai           | juin         | jui.          | août           | sep.          | oct.          | nov.          | déc.            | année      |
| ------------------------------------- | ---------------- | -------------- | -------------- | ------------- | ------------- | ------------ | ------------- | -------------- | ------------- | ------------- | ------------- | --------------- | ---------- |
| Température minimale moyenne (°C)     | 1,8              | 1,5            | 3,8            | 6,2           | 10            | 13,4         | 14,9          | 14,7           | 11,3          | 8,6           | 4,7           | 2,3             | 7,8        |
| Température moyenne (°C)              | 5,6              | 6,3            | 9,5            | 12,1          | 15,9          | 19,6         | 21,5          | 21,6           | 18,1          | 14,3          | 9,1           | 6,2             | 13,3       |
| Température maximale moyenne (°C)     | 9,4              | 11,2           | 15,2           | 18            | 21,9          | 25,8         | 28,2          | 28,5           | 24,9          | 19,9          | 13,4          | 10              | 18,9       |
| Record de froid (°C) date du record   | −13,4 18.01.1987 | −14,5 09.02.12 | −10,2 01.03.05 | −4 08.04.21   | 0 06.05.19    | 4,4 03.06.06 | 6,7 17.07.00  | 4,1 30.08.1986 | 2,2 20.09.12  | −3,7 25.10.03 | −10 18.11.07  | −11,2 25.12.01  | −14,5 2012 |
| Record de chaleur (°C) date du record | 19,3 02.01.03    | 23,2 27.02.19  | 26,5 24.03.01  | 30,2 30.04.05 | 33,7 30.05.03 | 41 27.06.19  | 39,8 23.07.19 | 40,3 04.08.03  | 35,6 05.09.06 | 30,5 03.10.11 | 24,5 07.11.15 | 19,3 11.12.1997 | 41 2019    |
| Précipitations (mm)                   | 64,3             | 45,3           | 46,6           | 68,9          | 69,1          | 62,9         | 49,2          | 55,6           | 60,4          | 56,9          | 63,5          | 62,7            | 705,4      |

| Diagramme climatique                                  |             |             |           |            |              |              |              |              |             |             |           |
| J                                                     | F           | M           | A         | M          | J            | J            | A            | S            | O           | N           | D         |
| 9,41,864,3                                            | 11,21,545,3 | 15,23,846,6 | 186,268,9 | 21,91069,1 | 25,813,462,9 | 28,214,949,2 | 28,514,755,6 | 24,911,360,4 | 19,98,656,9 | 13,44,763,5 | 102,362,7 |
| Moyennes : • Temp. maxi et mini °C • Précipitation mm |             |             |           |            |              |              |              |              |             |             |           |

Les paramètres climatiques de la commune ont été estimés pour le milieu du siècle (2041-2070) selon différents scénarios d'émission de gaz à effet de serre à partir des nouvelles projections climatiques de référence DRIAS-2020. Ils sont consultables sur un site dédié publié par Météo-France en novembre 2022.

### Milieux naturels et biodiversité

#### Espaces protégés
La protection réglementaire est le mode d’intervention le plus fort pour préserver des espaces naturels remarquables et leur biodiversité associée,.
Trois espaces protégés sont présents sur la commune : 
- le « cours de la Garonne, de l'Aveyron, du Viaur et du Tarn », objet d'un arrêté de protection de biotope, d'une superficie de 1 262,3 ha[22] ;
- les « îles de Verdun-Pescay », objet d'un arrêté de protection de biotope, d'une superficie de 13,2 ha[23] ;
- « Verdun Saint Pierre », objet d'un arrêté de protection de biotope, d'une superficie de 67,3 ha[24].

#### Réseau Natura 2000

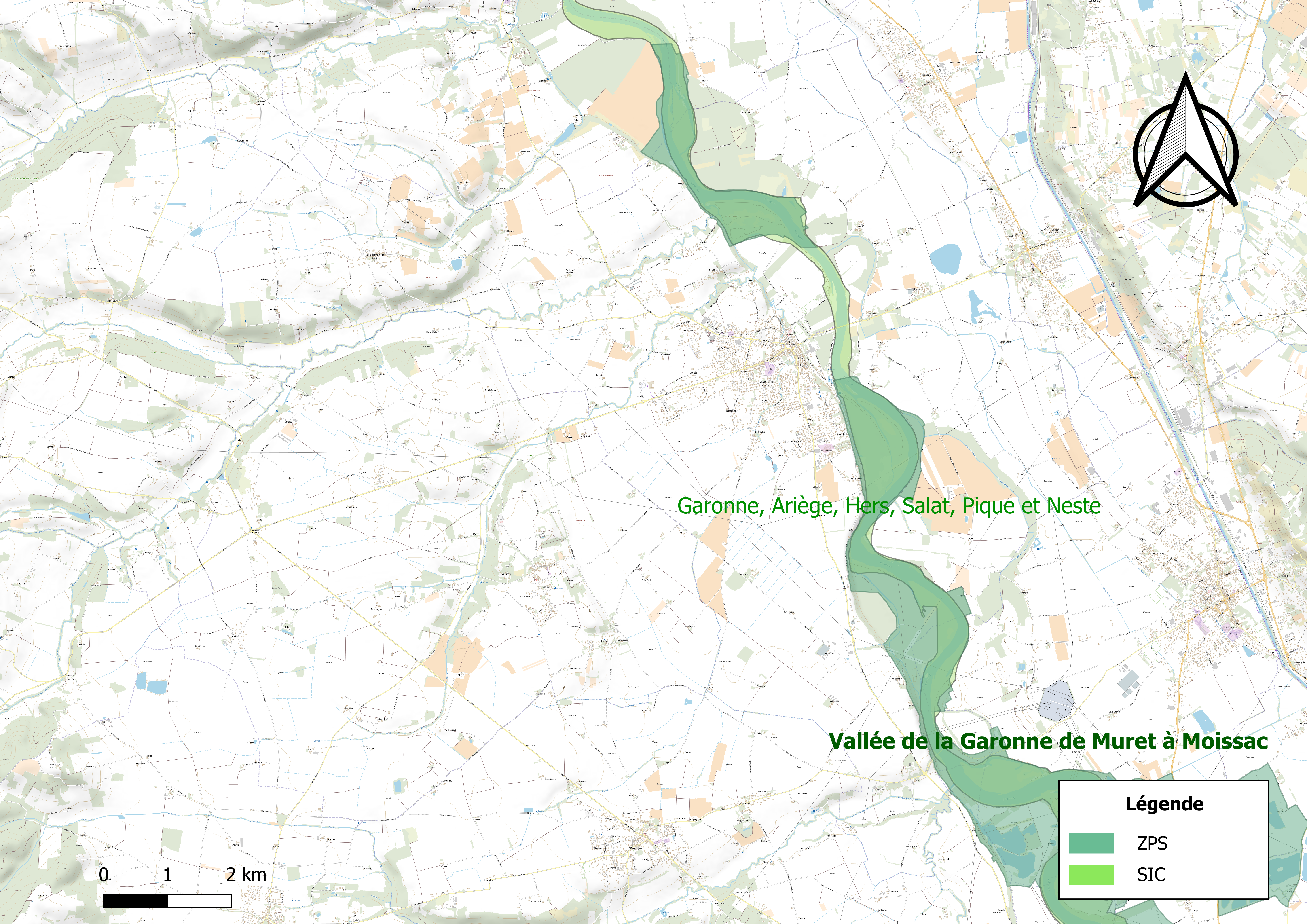
Site Natura 2000 sur le territoire communal.

Le réseau Natura 2000 est un réseau écologique européen de sites naturels d'intérêt écologique élaboré à partir des directives habitats et oiseaux, constitué de zones spéciales de conservation (ZSC) et de zones de protection spéciale (ZPS).
Un site Natura 2000 a été défini sur la commune au titre de la directive habitats :
- « Garonne, Ariège, Hers, Salat, Pique et Neste », d'une superficie de 9 581 ha, un réseau hydrographique pour les poissons migrateurs, avec des zones de frayères actives et potentielles importantes pour le Saumon en particulier qui fait l'objet d'alevinages réguliers et dont des adultes atteignent déjà Foix sur l'Ariège[27]

et un au titre de la directive oiseaux : 
- la « vallée de la Garonne de Muret à Moissac », d'une superficie de 4 493 ha, hébergeant une avifaune bien représentée en diversité, mais en effectifs limités (en particulier, baisse des populations de plusieurs espèces de hérons). Sept espèces de hérons y nichent, dont le héron pourpré, ainsi que le Milan noir (avec des effectifs importants), l'Aigle botté, le Petit gravelot, la Mouette mélanocéphale, la Sterne pierregarin et le Martin-pêcheur[28].

#### Zones naturelles d'intérêt écologique, faunistique et floristique
L’inventaire des zones naturelles d'intérêt écologique, faunistique et floristique (ZNIEFF) a pour objectif de réaliser une couverture des zones les plus intéressantes sur le plan écologique, essentiellement dans la perspective d’améliorer la connaissance du patrimoine naturel national et de fournir aux différents décideurs un outil d’aide à la prise en compte de l’environnement dans l’aménagement du territoire.
Une ZNIEFF de type 1 est recensée sur la commune :
« la Garonne de Montréjeau jusqu'à Lamagistère » (5 075 ha), couvrant 92 communes dont 63 dans la Haute-Garonne, trois en Lot-et-Garonne et 26 en Tarn-et-Garonne et une ZNIEFF de type 2, : 
« la Garonne et milieux riverains, en aval de Montréjeau » (6 874 ha), couvrant 93 communes dont 64 dans la Haute-Garonne, trois dans le Lot-et-Garonne et 26 dans le Tarn-et-Garonne.

Carte des ZNIEFF de type 1 et 2 à Verdun-sur-Garonne.
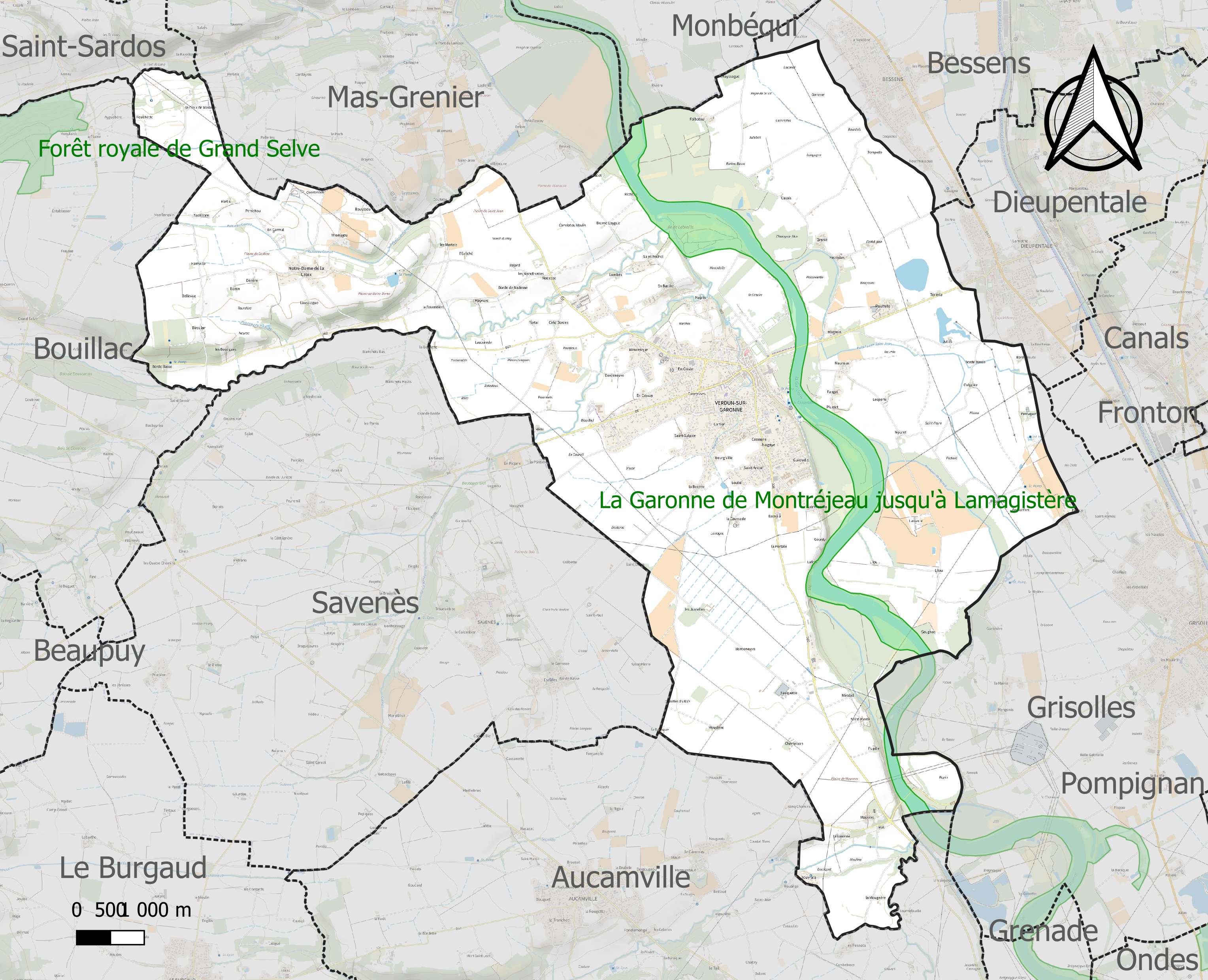
Carte de la ZNIEFF de type 1 sur la commune.
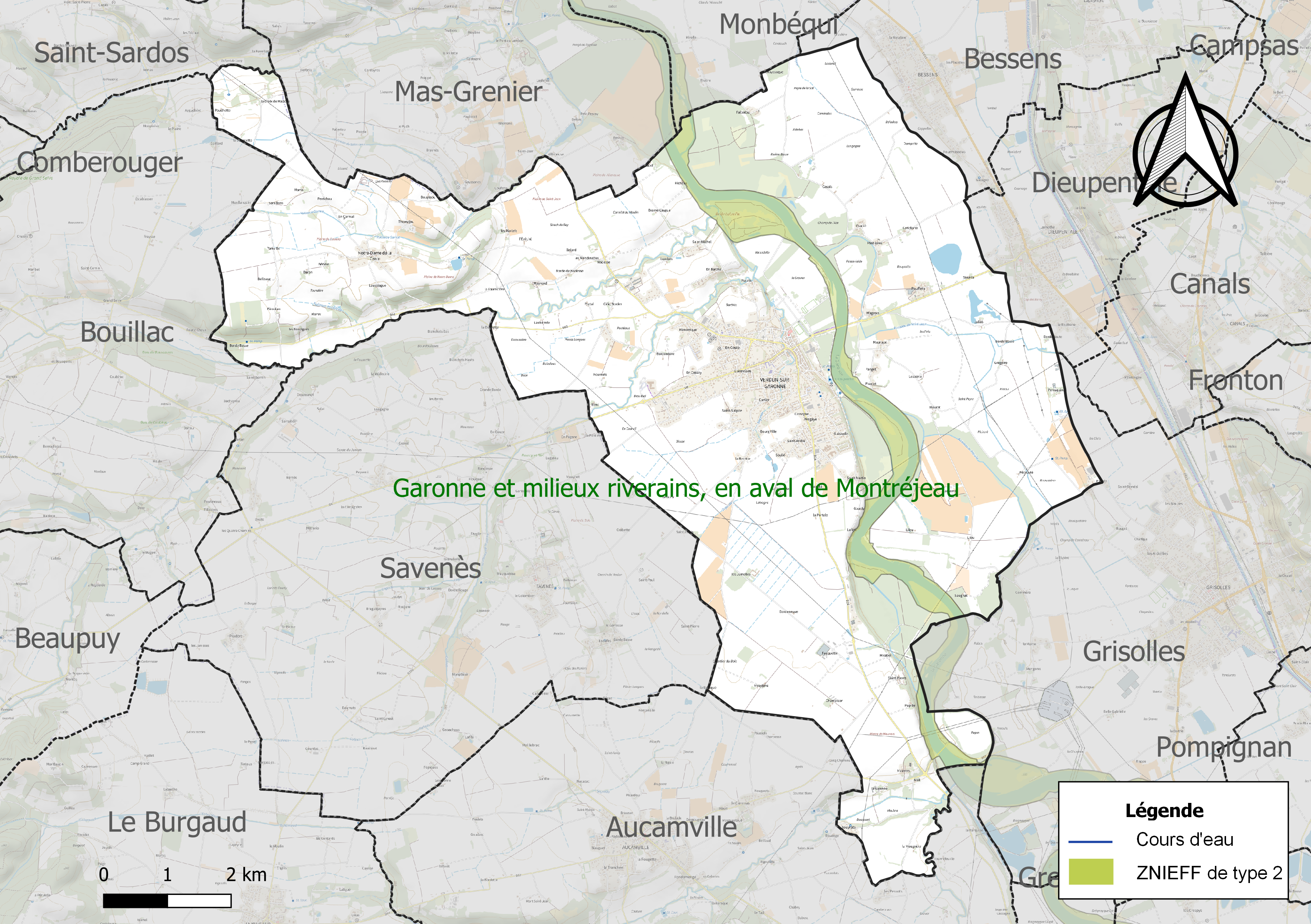
Carte de la ZNIEFF de type 2 sur la commune.

## Urbanisme

### Typologie
Au 1er janvier 2024, Verdun-sur-Garonne est catégorisée bourg rural, selon la nouvelle grille communale de densité à sept niveaux définie par l'Insee en 2022.
Elle appartient à l'unité urbaine de Verdun-sur-Garonne, une unité urbaine monocommunale constituant une ville isolée,. Par ailleurs la commune fait partie de l'aire d'attraction de Toulouse, dont elle est une commune de la couronne,. Cette aire, qui regroupe 527 communes, est catégorisée dans les aires de 700 000 habitants ou plus (hors Paris),.

### Occupation des sols
L'occupation des sols de la commune, telle qu'elle ressort de la base de données européenne d’occupation biophysique des sols Corine Land Cover (CLC), est marquée par l'importance des territoires agricoles (87 % en 2018), en augmentation par rapport à 1990 (81,7 %). La répartition détaillée en 2018 est la suivante : 
terres arables (76,2 %), zones agricoles hétérogènes (10,7 %), zones urbanisées (5,6 %), eaux continentales (3 %), forêts (2,2 %), milieux à végétation arbustive et/ou herbacée (2,2 %). L'évolution de l’occupation des sols de la commune et de ses infrastructures peut être observée sur les différentes représentations cartographiques du territoire : la carte de Cassini (XVIIIe siècle), la carte d'état-major (1820-1866) et les cartes ou photos aériennes de l'IGN pour la période actuelle (1950 à aujourd'hui).

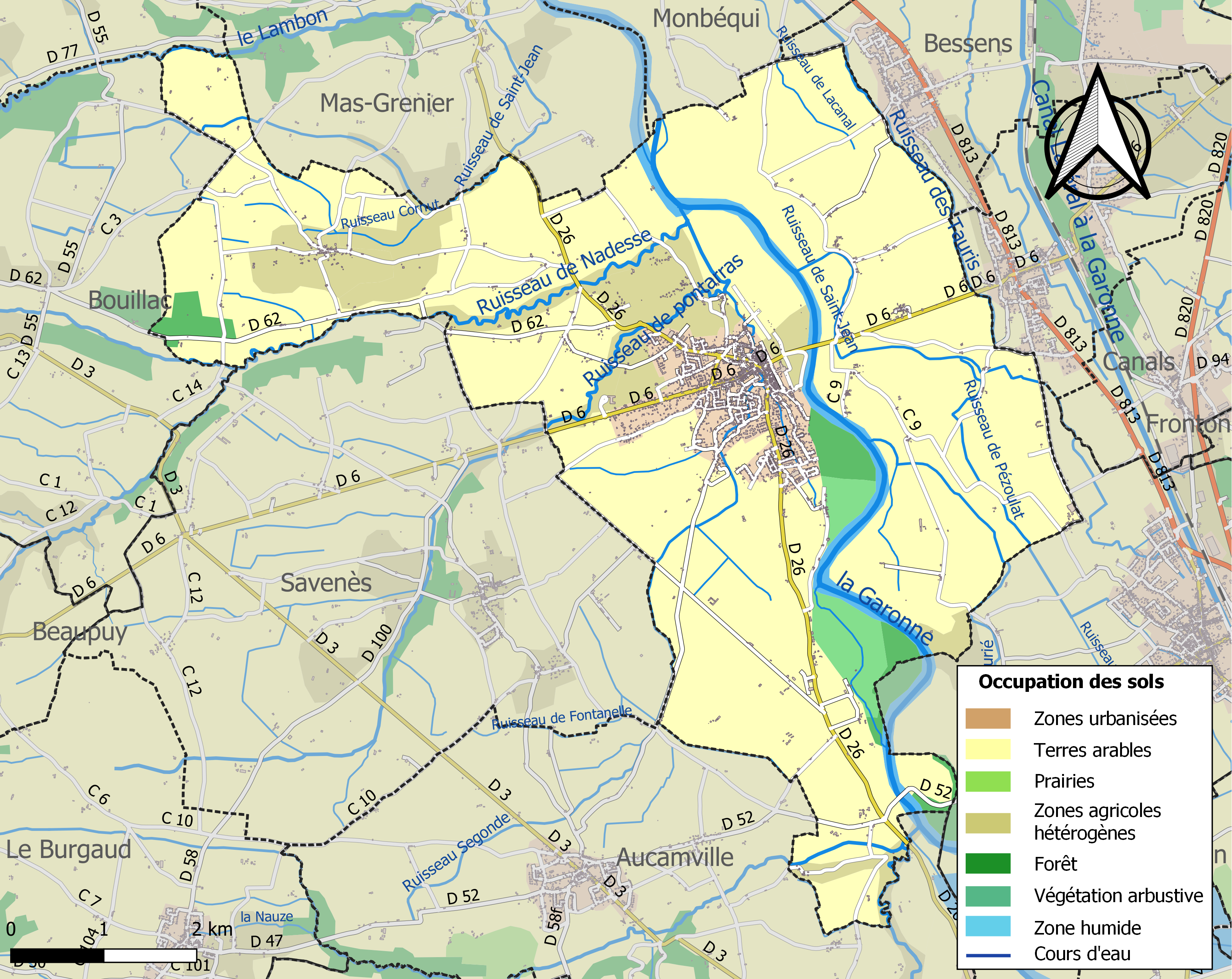
Carte des infrastructures et de l'occupation des sols de la commune en 2018 (CLC).

### Voies de communication et transports

#### Voies routières
La commune est traversée par trois routes départementales :
- la D 26 qui relie Saint-Nicolas-de-la-Grave à la limite de la Haute-Garonne (aux portes de la ville de Grenade-sur-Garonne) ;
- la D 62 qui relie la ville à la D 3 (route départementale reliant Mansonville à la limite de la Haute-Garonne) ;
- la D 6 qui relie Beaupuy à Labastide-Saint-Pierre en passant par Verdun-sur-Garonne et son pont suspendu sur la Garonne.

Les autoroutes les plus proches sont l'A20 qui contribue à relier Paris à Toulouse et l'A62 qui relie Toulouse à Bordeaux.
Ce maillage routier permet un accès rapide vers la rocade de Montauban et le périphérique de Toulouse.

#### Transports ferroviaires
La gare la plus proche est celle de Dieupentale (4 km), sur la ligne reliant Montauban à Toulouse (ligne voyageurs Bordeaux-Saint-Jean à Sète-Ville), desservie par les TER Occitanie.
La gare de Montauban est reliée par trains Intercités et TGV.

#### Transports aériens
L'aéroport le plus proche est celui de Toulouse-Blagnac qui est desservi par de nombreuses compagnies internationales.

#### Transports en commun
Depuis 2018, la ville est desservie par la ligne 849 du réseau de transports de la région Occitanie, liO. Elle relie la commune à la gare de Dieupentale, permettant des correspondances vers Toulouse et Montauban. Une deuxième ligne ouvre pour desservir la commune en septembre 2022 : la ligne 811, la reliant à la gare de Montauban via Dieupentale, Bessens et la zone d'activités Grand Sud Logistique.
Des ramassages scolaires sont assurés sur la commune ainsi qu'une navette pour le marché du vendredi matin gérée par la communauté de communes Grand Sud Tarn-et-Garonne.

### Risques majeurs
Le territoire de la commune de Verdun-sur-Garonne est vulnérable à différents aléas naturels : météorologiques (tempête, orage, neige, grand froid, canicule ou sécheresse), inondations, mouvements de terrains et séisme (sismicité très faible). Il est également exposé à un risque technologique, le transport de matières dangereuses. Un site publié par le BRGM permet d'évaluer simplement et rapidement les risques d'un bien localisé soit par son adresse soit par le numéro de sa parcelle.

#### Risques naturels
Certaines parties du territoire communal sont susceptibles d’être affectées par le risque d’inondation par débordement de cours d'eau, notamment la Garonne, le Lambon, le ruisseau de Marguestaud, le ruisseau de Saint-Pierre, le ruisseau de Nadesse, le ruisseau Galinas et le ruisseau des Tauris. La cartographie des zones inondables en ex-Midi-Pyrénées réalisée dans le cadre du XIe Contrat de plan État-région, visant à informer les citoyens et les décideurs sur le risque d’inondation, est accessible sur le site de la DREAL Occitanie. La commune a été reconnue en état de catastrophe naturelle au titre des dommages causés par les inondations et coulées de boue survenues en 1993, 1996, 1999, 2000, 2005, 2014, 2015 et 2017,.
Verdun-sur-Garonne est exposée au risque de feu de forêt. Le département de Tarn-et-Garonne présentant toutefois globalement un niveau d’aléa moyen à faible très localisé, aucun Plan départemental de protection des forêts contre les risques d’incendie de forêt (PFCIF) n'a été élaboré. Le débroussaillement aux abords des maisons constitue l’une des meilleures protections pour les particuliers contre le feu,.

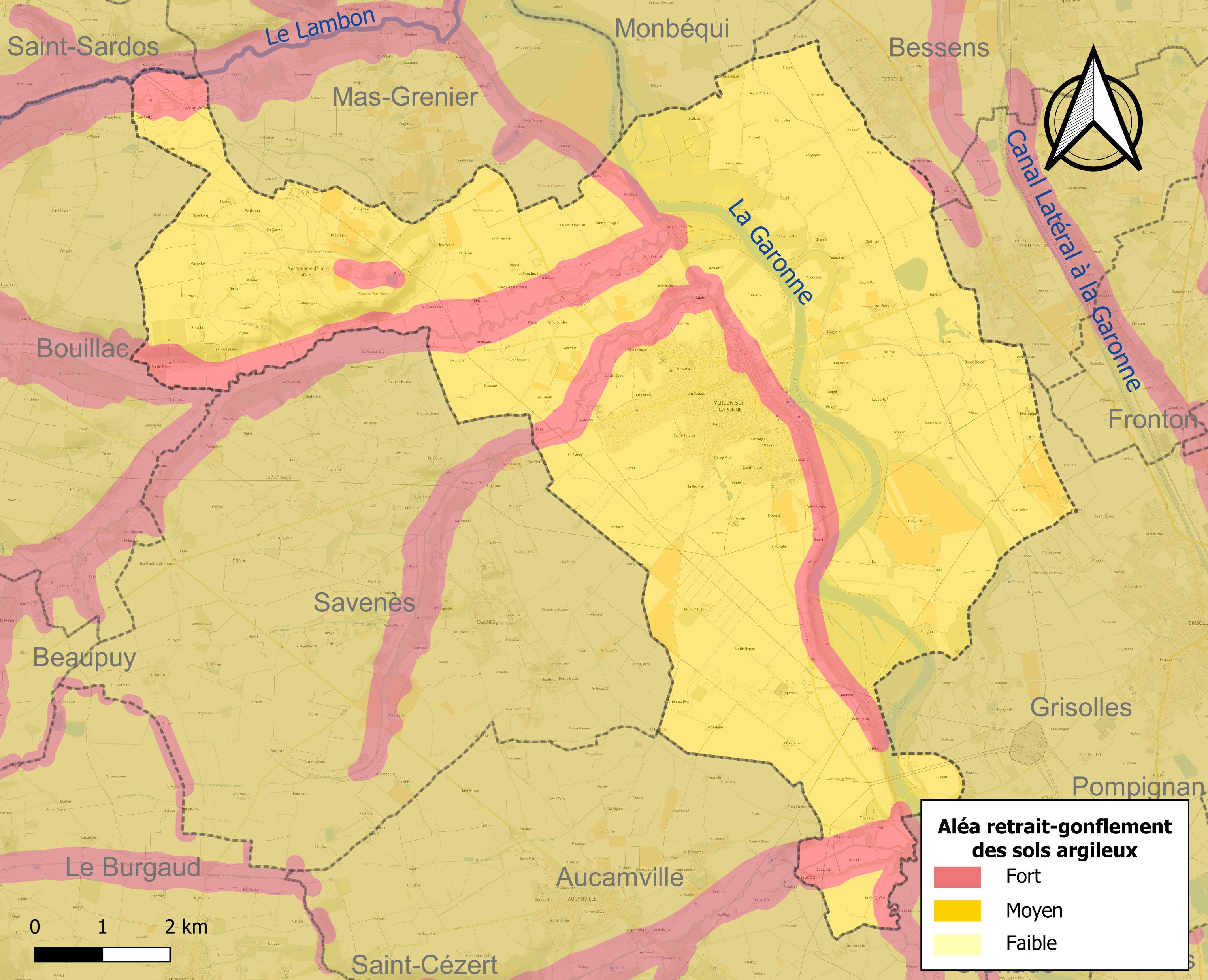
Carte des zones d'aléa retrait-gonflement des sols argileux de Verdun-sur-Garonne.

Les mouvements de terrains susceptibles de se produire sur la commune sont des tassements différentiels.
Le retrait-gonflement des sols argileux est susceptible d'engendrer des dommages importants aux bâtiments en cas d’alternance de périodes de sécheresse et de pluie. La totalité de la commune est en aléa moyen ou fort (92 % au niveau départemental et 48,5 % au niveau national). Sur les 1 861 bâtiments dénombrés sur la commune en 2019, 1 861 sont en aléa moyen ou fort, soit 100 %, à comparer aux 96 % au niveau départemental et 54 % au niveau national. Une cartographie de l'exposition du territoire national au retrait gonflement des sols argileux est disponible sur le site du BRGM,.
Par ailleurs, afin de mieux appréhender le risque d’affaissement de terrain, l'inventaire national des cavités souterraines permet de localiser celles situées sur la commune.
Concernant les mouvements de terrains, la commune a été reconnue en état de catastrophe naturelle au titre des dommages causés par la sécheresse en 1989, 1991, 1992, 1998, 2003, 2007, 2011, 2012 et 2016, par des mouvements de terrain en 1999 et par des glissements de terrain en 1993.

#### Risques technologiques
Le risque de transport de matières dangereuses sur la commune est lié à sa traversée par des infrastructures routières ou ferroviaires importantes ou la présence d'une canalisation de transport d'hydrocarbures. Un accident se produisant sur de telles infrastructures est susceptible d’avoir des effets graves sur les biens, les personnes ou l'environnement, selon la nature du matériau transporté. Des dispositions d’urbanisme peuvent être préconisées en conséquence.

## Toponymie
De la particule gauloise intensive ver-, donnant le sens de « super forteresse » et du radical indo-européen *dhun-, associant un relief et un habitat défendu « dune », à l’origine d’une racine celtique *dhuno dont le premier sens aurait été « clôture, zone enclose », d’où le gaulois  dūnum qui a pris le sens de « citadelle, enceinte fortifiée » et, par métonymie, celui de « colline, mont » puisque la plupart des citadelles étaient bâties sur des hauteurs.

## Histoire
La région de Verdun était déjà peuplée au Paléolithique : des sites furent découverts à l'ouest de la commune, sur des terrasses supérieures, au bord des ruisseaux de Nadesse, Dère, Pontarras et Segonde. Au nord et au sud, des sites surplombant la Garonne de 20 mètres, occupés du néolithique à l'époque gallo-romaine, permettaient par leur situation le contrôle du trafic fluvial. Plusieurs racloirs datant de l'âge du bronze furent découverts sur le territoire de la commune.
Deux fouilles furent entreprises en 1996 sur la place de l'église par monsieur Pons du service régional de l'archéologie, les tessons de poterie en colombins furent datées de l'âge du bronze, de l'âge du fer, de l'époque médiévale et d'époques plus proches de nous.
Plusieurs peuples se succédèrent et se cumulèrent à Verdun :
- à l'âge du fer, les Tolosates ;
- au IIIe siècle av. J.-C., le peuple celte des Volques Tectosages ;
- en -51, invasion de la Gaule par Jules César, Verdun sous Jules César se situe en Novempopulanie ;
- invasions germaniques ;
- au Ve siècle, invasion des Vandales et des Wisigoths qui ravagent la région et s'installent le long de la Garonne ;
- au VIe siècle, invasion des Vascons, c'est à cette époque que la Novempopulanie devint la Vasconie.

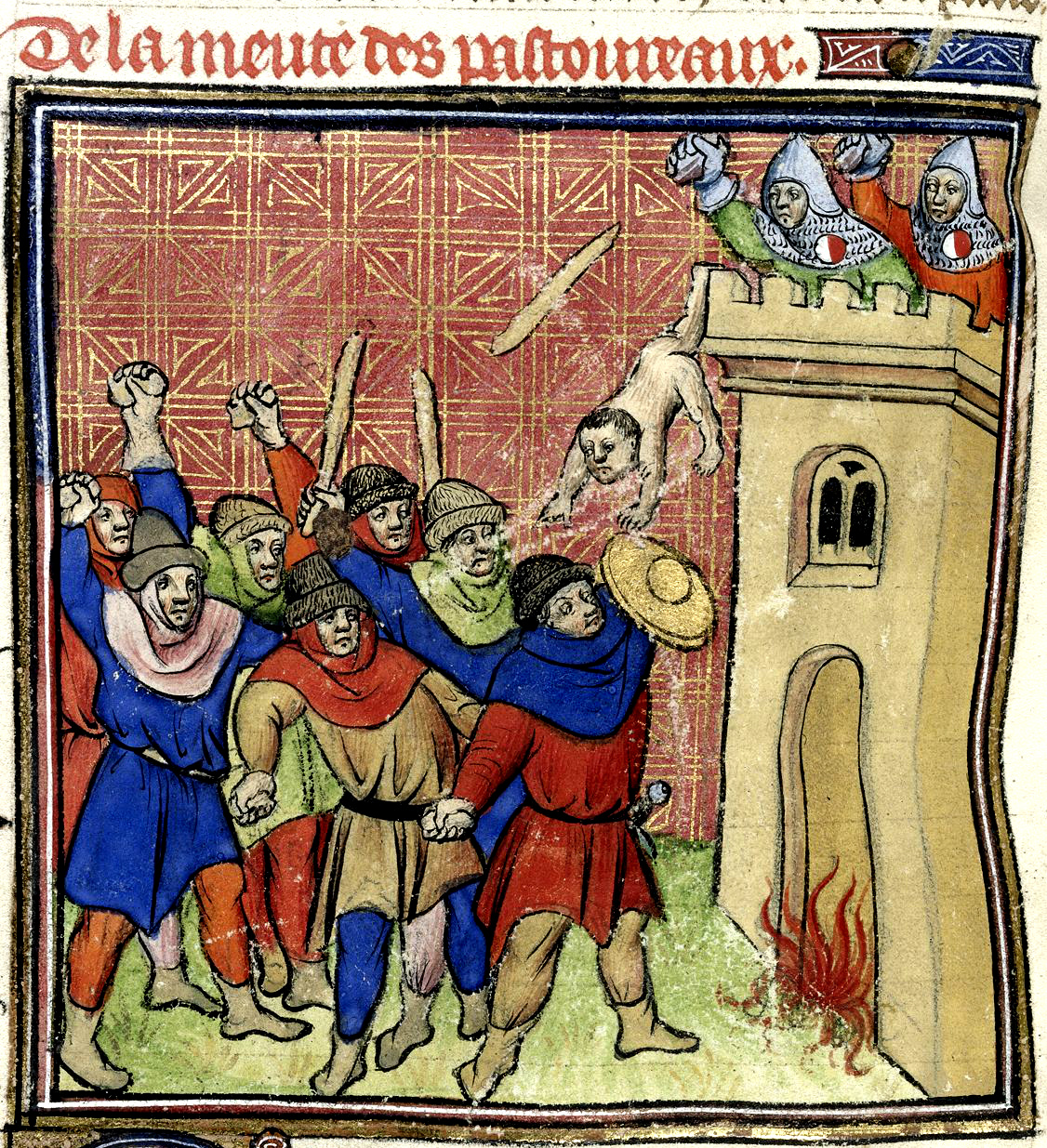
Pastoureaux lors du massacre de 500 juifs de la ville en 1320.

En 1279, Eustache de Beaumarchais, sénéchal de Toulouse, fonde la bastide de Verdun pour le compte du roi de France.
En 1320, 500 juifs sont massacrés dans la ville lors de la Croisade des pastoureaux.
La judicature de Verdun, créée sous Saint-Louis était limitrophe des possessions anglaises avant comme après le traité de Brétigny. Durant la guerre de Cent Ans le village eut à souffrir des incursions anglaises qui y semèrent la ruine et la désolation.
Verdun avait obtenu, en 1342, la faveur de relever son enceinte détruite en vertu d'un article du traité de Paris.
Verdun était le siège de la Jugerie de Verdun qui fut, en 1469, réunie à la Jugerie de Rivière dont le siège était à Montréjeau (Haute-Garonne), au pied des Pyrénées pour devenir la Jugerie de Rivière-Verdun. Terre d'Élections pour les États Généraux, la Jugerie, formée de nombreuses enclaves entre la Gascogne et le Languedoc, s'étirait de la frontière espagnole jusqu'au sud de Montauban.
Comme toutes les provinces de la France de l'Ancien Régime, la Jugerie de Rivière-Verdun disparaît en 1790 à la création des départements.

### Toponymie
Le nom Verdun est d'origine celtique : Verodunum est issu de *dunon, forteresse et *ver(o), augmentatif ou superlatif ; l'ensemble peut s'interpréter comme « très puissante forteresse ». De nombreux noms témoignent de l'installation d'une population celte dans la zone garonnaise, aux limites d'une Aquitania proto-basque, future Novempopulanie.
On retrouve aussi des noms liés à la présence de voies romaines dont l'une reliait Montauriol à Auch comme Peyremil pour une borne milliaire.

### Héraldique
| Verdun-sur-Garonne | Son blasonnement est : De gueules aux trois fleurs de lys d'or accompagnées en abîme d'une croisette cléchée, vidée et pommetée de douze pièces du même (croix occitane, aussi appelée croix du Languedoc), et en pointe de deux tours d'argent maçonnées de sable. |

## Politique et administration

### Administration municipale
Le nombre d'habitants au recensement de 2011 étant compris entre 3 500 habitants et 4 999 habitants au dernier recensement, le nombre de membres du conseil municipal est de vingt sept,.

### Liste des maires

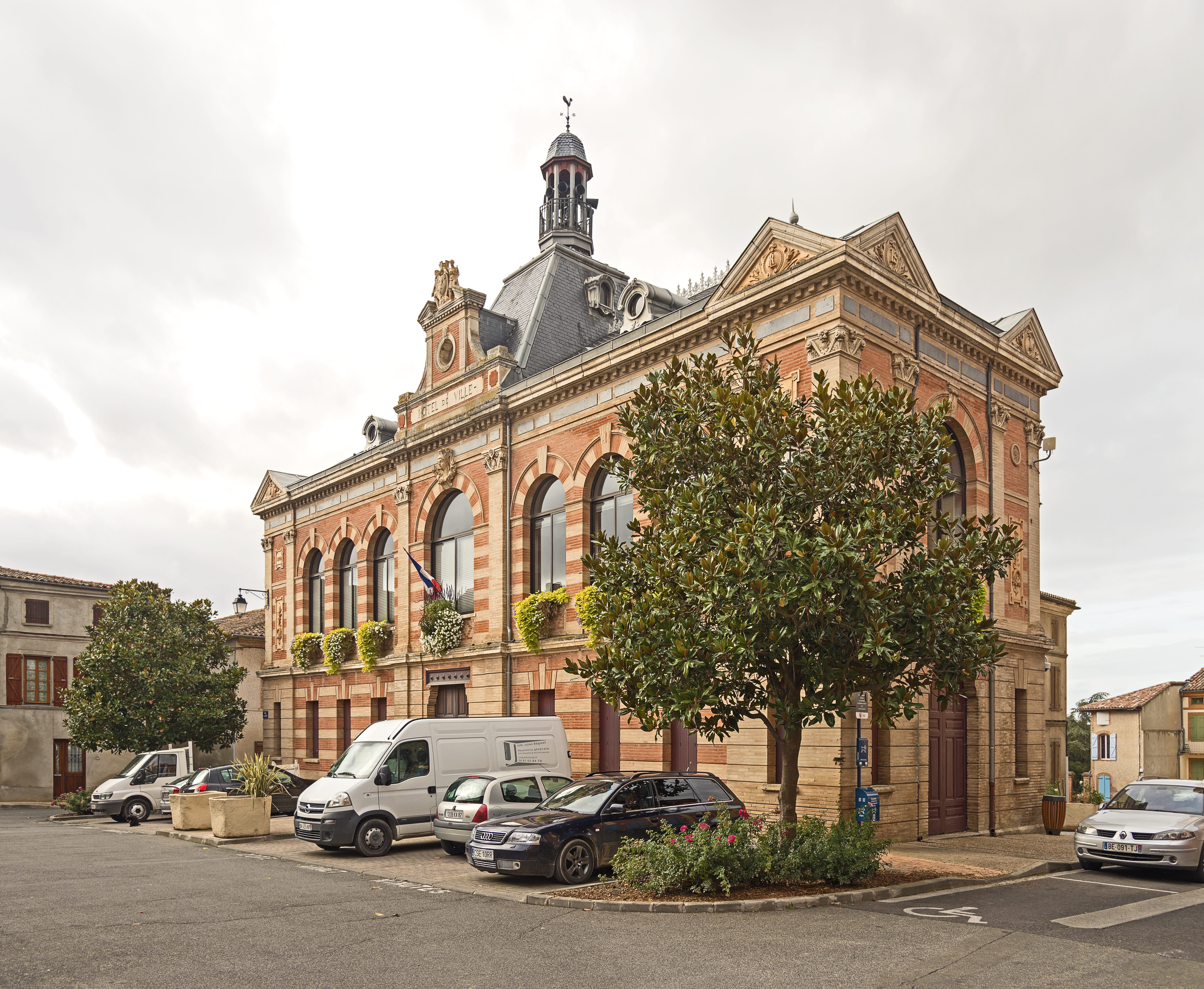
L'hôtel de ville.

### Rattachements administratifs et électoraux
La commune fait partie de la deuxième circonscription de Tarn-et-Garonne de la communauté de communes Grand Sud Tarn-et-Garonne et du canton de Verdun-sur-Garonne. Avant le 1er janvier 2017 elle faisait partie de la communauté de communes Garonne et Gascogne.

## Démographie
L'évolution du nombre d'habitants est connue à travers les recensements de la population effectués dans la commune depuis 1793. Pour les communes de moins de 10 000 habitants, une enquête de recensement portant sur toute la population est réalisée tous les cinq ans, les populations de référence des années intermédiaires étant quant à elles estimées par interpolation ou extrapolation. Pour la commune, le premier recensement exhaustif entrant dans le cadre du nouveau dispositif a été réalisé en 2008.

En 2022, la commune comptait 4 914 habitants, en évolution de +3,56 % par rapport à 2016 (Tarn-et-Garonne : +3,12 %, France hors Mayotte : +2,11 %).
| 1793  | 1800  | 1806  | 1821  | 1831  | 1836  | 1841  | 1846  | 1851  |
| ----- | ----- | ----- | ----- | ----- | ----- | ----- | ----- | ----- |
| 4 315 | 3 932 | 4 225 | 4 160 | 4 234 | 4 213 | 4 094 | 4 094 | 4 140 |

| 1856  | 1861  | 1866  | 1872  | 1876  | 1881  | 1886  | 1891  | 1896  |
| ----- | ----- | ----- | ----- | ----- | ----- | ----- | ----- | ----- |
| 4 110 | 3 972 | 3 900 | 3 677 | 3 631 | 3 452 | 3 344 | 3 276 | 3 101 |

| 1901  | 1906  | 1911  | 1921  | 1926  | 1931  | 1936  | 1946  | 1954  |
| ----- | ----- | ----- | ----- | ----- | ----- | ----- | ----- | ----- |
| 2 239 | 2 213 | 2 181 | 1 964 | 2 026 | 1 930 | 1 970 | 2 003 | 2 161 |

| 1962  | 1968  | 1975  | 1982  | 1990  | 1999  | 2006  | 2008  | 2013  |
| ----- | ----- | ----- | ----- | ----- | ----- | ----- | ----- | ----- |
| 2 264 | 2 370 | 2 353 | 2 510 | 2 872 | 3 067 | 3 802 | 4 017 | 4 537 |

| 2018  | 2022  | - | - | - | - | - | - | - |
| ----- | ----- | - | - | - | - | - | - | - |
| 4 782 | 4 914 | - | - | - | - | - | - | - |

| selon la population municipale des années : | 1968 | 1975 | 1982 | 1990 | 1999 | 2006 | 2009 | 2013 |
| Rang de la commune dans le département      | 7    | 10   | 11   | 9    | 10   | 8    | 8    | 8    |
| Nombre de communes du département           | 195  | 195  | 195  | 195  | 195  | 195  | 195  | 195  |

(Note : en 1901, lors de la création de la commune de Savenès, Verdun-sur-Garonne perd 681 habitants.)

## Économie

### Revenus
En 2018, la commune compte 2 093 ménages fiscaux, regroupant 4 872 personnes. La médiane du revenu disponible par unité de consommation est de 21 410 € (20 140 € dans le département). 44 % des ménages fiscaux sont imposés (42,6 % dans le département).

### Emploi
|                | 2008  | 2013   | 2018   |
| -------------- | ----- | ------ | ------ |
| Commune        | 6,7 % | 8,7 %  | 9 %    |
| Département    | 8,4 % | 10,2 % | 10,3 % |
| France entière | 8,3 % | 10 %   | 10 %   |

En 2018, la population âgée de 15 à 64 ans s'élève à 2 843 personnes, parmi lesquelles on compte 79,1 % d'actifs (70,1 % ayant un emploi et 9 % de chômeurs) et 20,9 % d'inactifs,. Depuis 2008, le taux de chômage communal (au sens du recensement) des 15-64 ans est inférieur à celui de la France et du département.
La commune fait partie de la couronne de l'aire d'attraction de Toulouse, du fait qu'au moins 15 % des actifs travaillent dans le pôle,. Elle compte 938 emplois en 2018, contre 925 en 2013 et 885 en 2008. Le nombre d'actifs ayant un emploi résidant dans la commune est de 2 017, soit un indicateur de concentration d'emploi de 46,5 % et un taux d'activité parmi les 15 ans ou plus de 60,4 %.
Sur ces 2 017 actifs de 15 ans ou plus ayant un emploi, 388 travaillent dans la commune, soit 19 % des habitants. Pour se rendre au travail, 87,1 % des habitants utilisent un véhicule personnel ou de fonction à quatre roues, 3,8 % les transports en commun, 5,8 % s'y rendent en deux-roues, à vélo ou à pied et 3,3 % n'ont pas besoin de transport (travail au domicile).

### Activités hors agriculture

#### Secteurs d'activités
338 établissements sont implantés  à Verdun-sur-Garonne au 31 décembre 2019. Le tableau ci-dessous en détaille le nombre par secteur d'activité et compare les ratios avec ceux du département,.
| Secteur d'activité                                                                                        | Commune | Commune | Département |
| Secteur d'activité                                                                                        | Nombre  | %       | %           |
| --- | ------- | ------- | ----------- |
| Ensemble                                                                                                  | 338     | 100 %   | (100 %)     |
| Industrie manufacturière, industries extractives et autres                                                | 41      | 12,1 %  | (9,6 %)     |
| Construction                                                                                              | 36      | 10,7 %  | (14,9 %)    |
| Commerce de gros et de détail, transports, hébergement et restauration                                    | 93      | 27,5 %  | (29,7 %)    |
| Information et communication                                                                              | 9       | 2,7 %   | (1,9 %)     |
| Activités financières et d'assurance                                                                      | 11      | 3,3 %   | (3,4 %)     |
| Activités immobilières                                                                                    | 10      | 3 %     | (3,3 %)     |
| Activités spécialisées, scientifiques et techniques et activités de services administratifs et de soutien | 38      | 11,2 %  | (14,1 %)    |
| Administration publique, enseignement, santé humaine et action sociale                                    | 60      | 17,8 %  | (13,6 %)    |
| Autres activités de services                                                                              | 40      | 11,8 %  | (9,3 %)     |

Le secteur du commerce de gros et de détail, des transports, de l'hébergement et de la restauration est prépondérant sur la commune puisqu'il représente 27,5 % du nombre total d'établissements de la commune (93 sur les 338 entreprises implantées  à Verdun-sur-Garonne), contre 29,7 % au niveau départemental.

#### Entreprises et commerces
Les cinq entreprises ayant leur siège social sur le territoire communal qui génèrent le plus de chiffre d'affaires en 2020 sont : 
- Sofidis Soulie Et Fils Distribution, supermarchés (15 798 k€)
- Teom, supermarchés (11 630 k€)
- Soverdi, commerce de gros (commerce interentreprises) de matériel agricole (7 518 k€)
- SN Meubles Vallee Du Tarn - MVT, fabrication de meubles de bureau et de magasin (7 435 k€)
- SARL Pharmacie Tremege-Nogig, commerce de détail de produits pharmaceutiques en magasin spécialisé (1 865 k€)

### Agriculture
La commune est dans les « Vallées et Terrasses », une petite région agricole occupant le centre et une bande d'est en ouest  du département de Tarn-et-Garonne. En 2020, l'orientation technico-économique de l'agriculture  sur la commune est la polyculture et/ou le polyélevage.
|               | 1988  | 2000  | 2010  | 2020  |
| ------------- | ----- | ----- | ----- | ----- |
| Exploitations | 93    | 59    | 53    | 43    |
| SAU (ha)      | 2 505 | 2 649 | 2 651 | 2 553 |

Le nombre d'exploitations agricoles en activité et ayant leur siège dans la commune est passé de 93 lors du recensement agricole de 1988  à 59 en 2000 puis à 53 en 2010 et enfin à 43 en 2020, soit une baisse de 54 % en 32 ans. Le même mouvement est observé à l'échelle du département qui a perdu pendant cette période 57 % de ses exploitations,. La surface agricole utilisée sur la commune a quant à elle augmenté, passant de 2 505 ha en 1988 à 2 553 ha en 2020. Parallèlement la surface agricole utilisée moyenne par exploitation a augmenté, passant de 27 à 59 ha.

## Culture locale et patrimoine

### Lieux et monuments
La ville de Verdun-sur-Garonne possède un cœur historique avec quelques monuments :

### Église de l'Assomption-et-de-Saint-Michel de Verdun-sur-Garonne
Église de l'Assomption-et-de-Saint-Michel de Verdun-sur-Garonne. Sa construction a débuté en 1216, elle est actuellement dédiée à saint Michel et à l'Assomption, l'église a été classée monument historique au 28 décembre 1910. De nombreux objets sont référencés dans la base Palissy (voir les notices liées).
L'orgue de tribune datant de 1767. Le buffet et la partie instrumentale sont classés Monuments Historiques. Construit par le facteur d'orgue toulousain Jean-François L'Épine en 1767 dans un buffet du XVIIe siècle agrandi. Repris par Frédéric Junck pour le récit expressif, plus jeux du grand orgue en 1849. Restauré par Alain Leclère 1985, réparé par Patrice Bellet 2000.
Les peintures du plafond de l'église par Jean-Baptiste Chevalt.
Les anciens fonts baptismaux en plomb du XIIIe sont classés au titre mobilier par les Monuments historique.
Une huile sur toile du XVIIIe : La Vierge du rosaire représentant une Vierge à l'Enfant entre saint Dominique et sainte Catherine de Sienne ; deux anges et des séraphins.

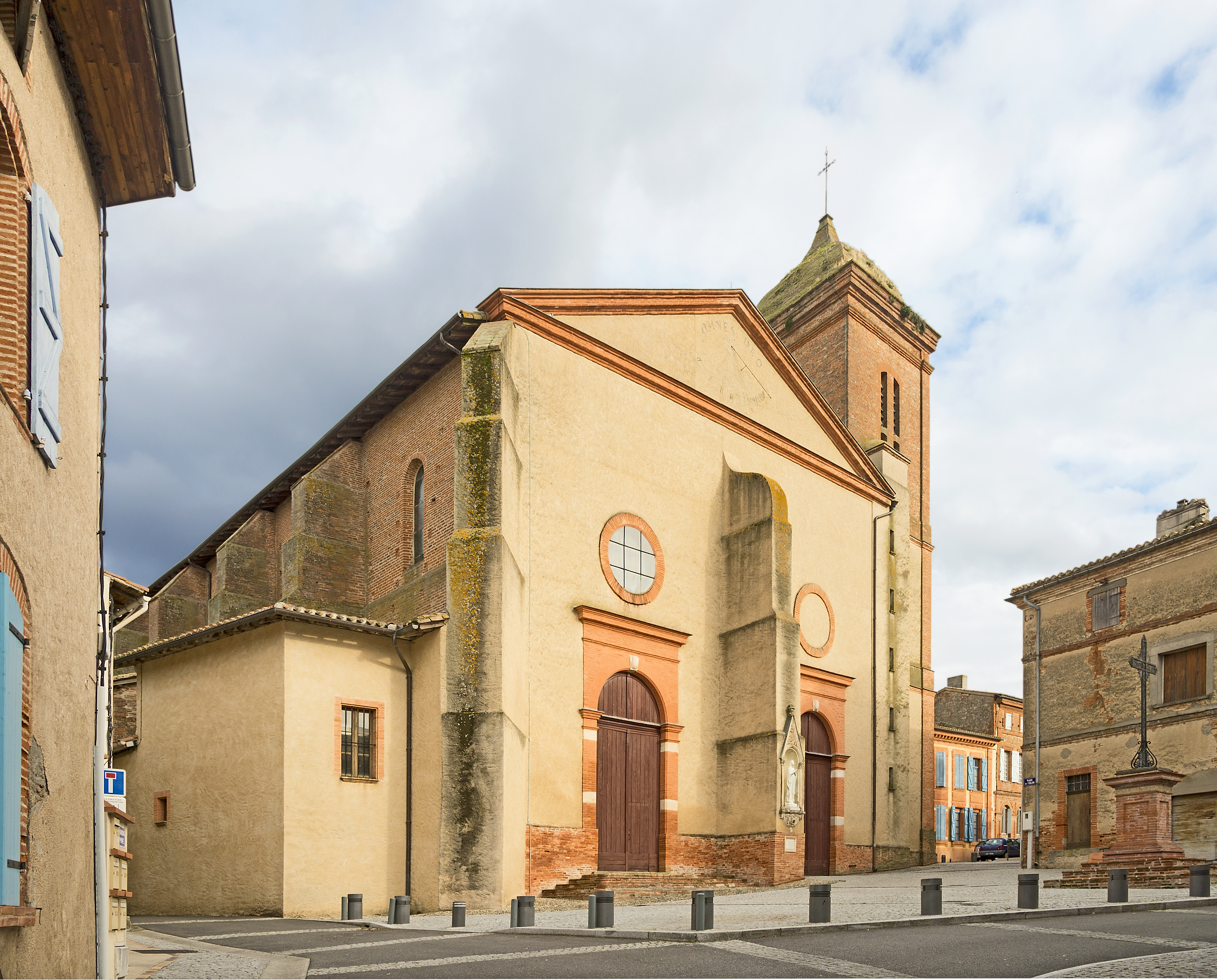
La façade de l'église Saint-Michel.
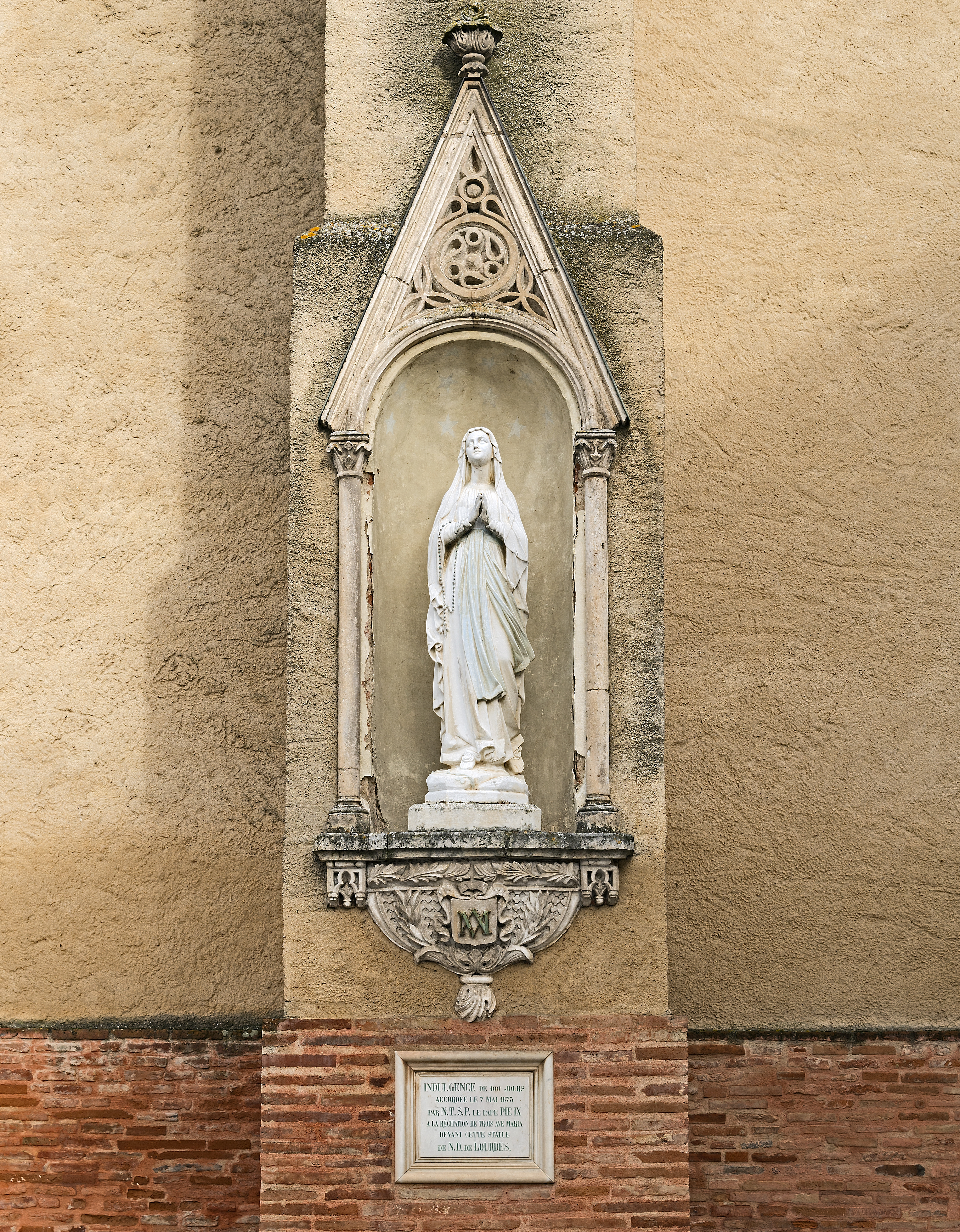
Statue de Notre-Dame-de-Lourdes, et l'indulgence de Pie IX.
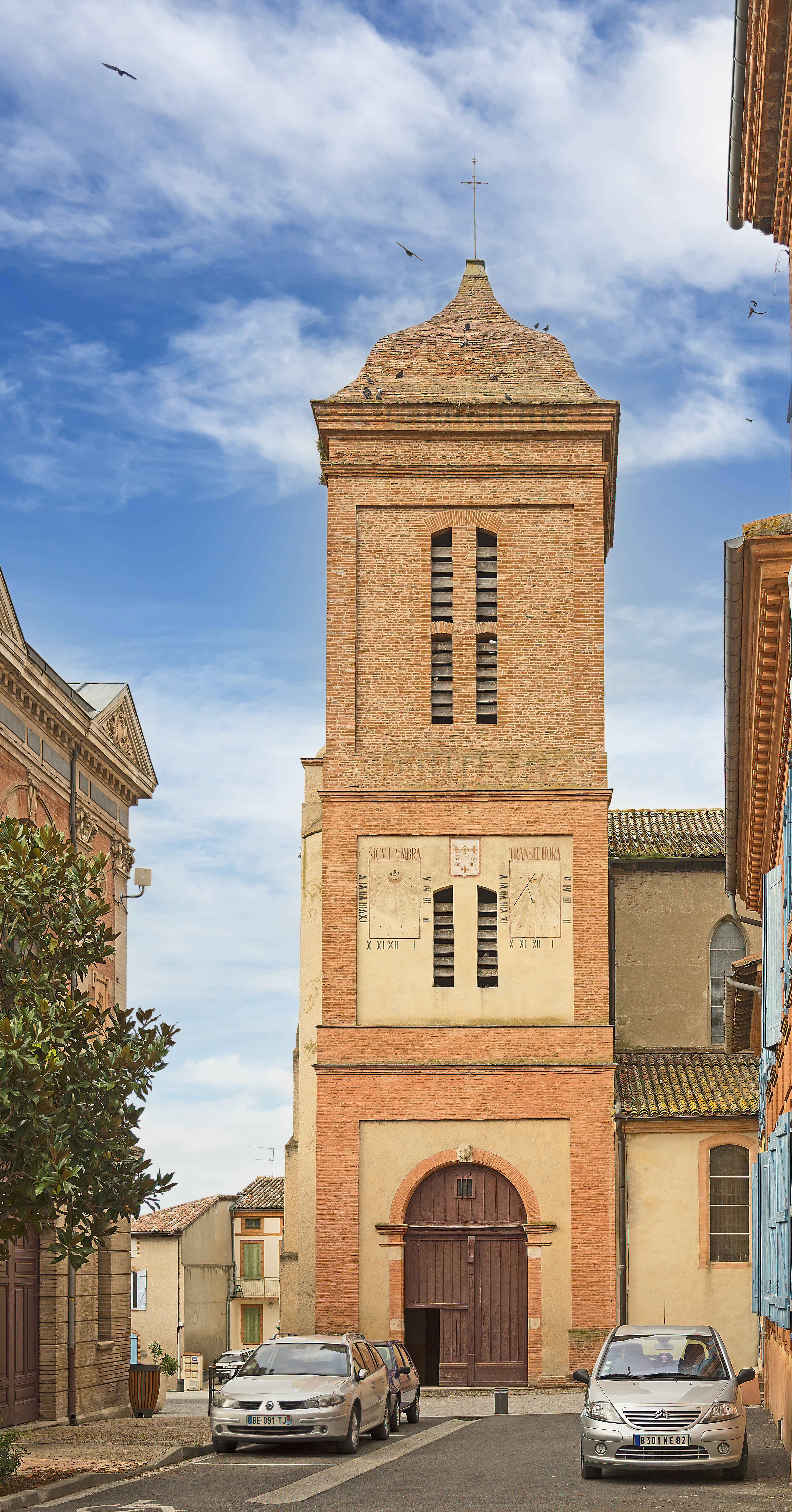
Le clocher.
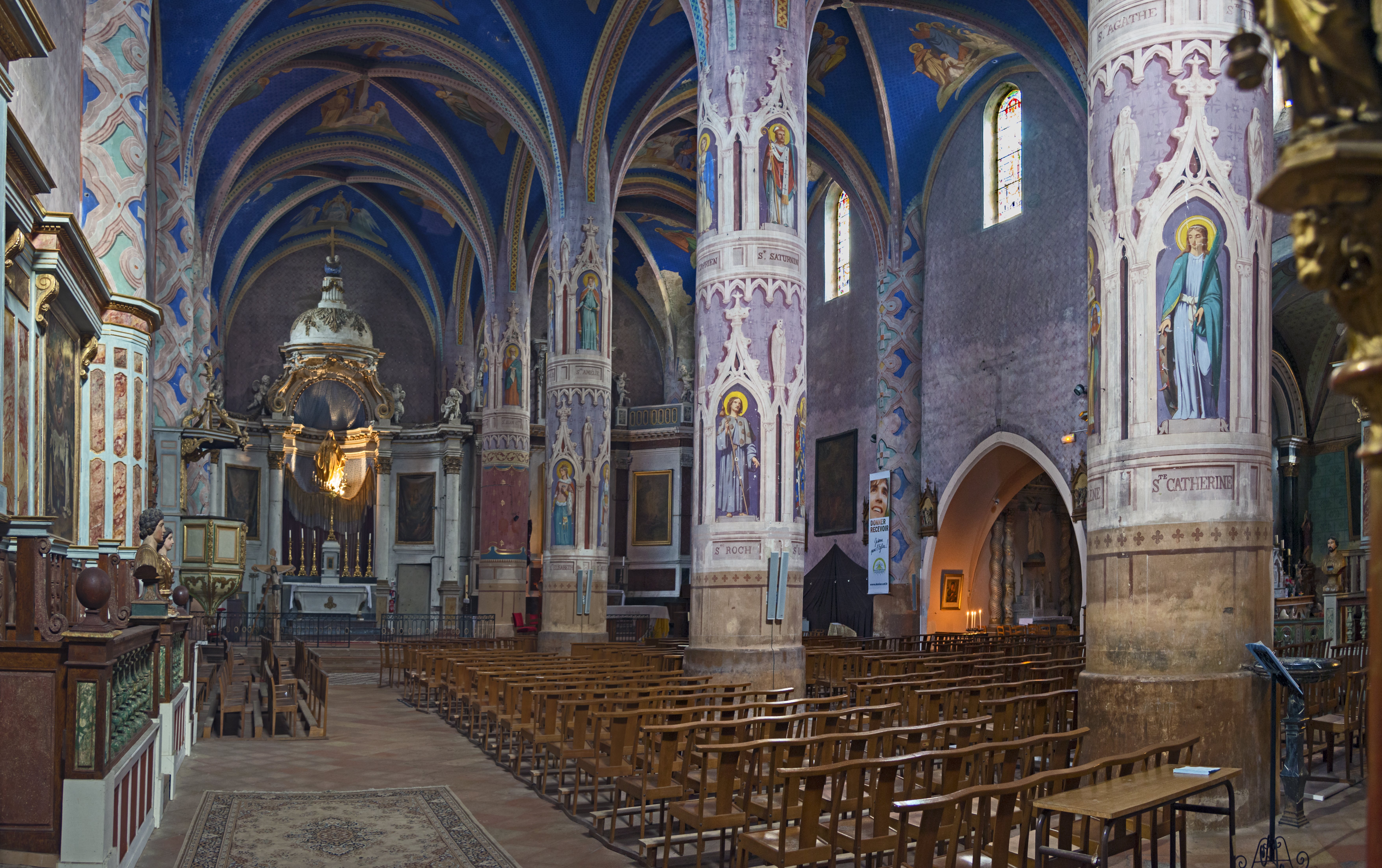
Peintures par Jean-Baptiste Chevalt.
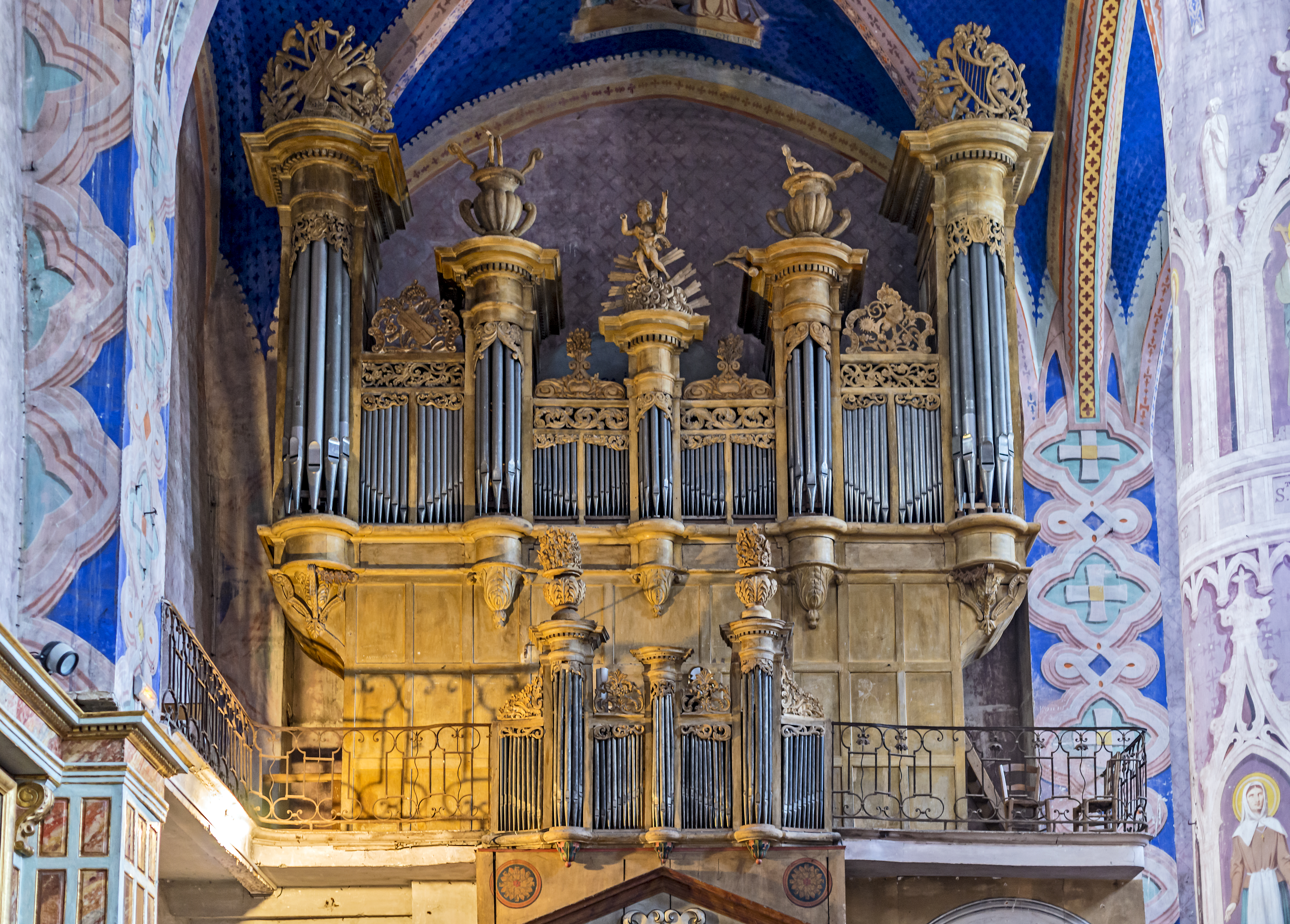
L'orgue de tribune.
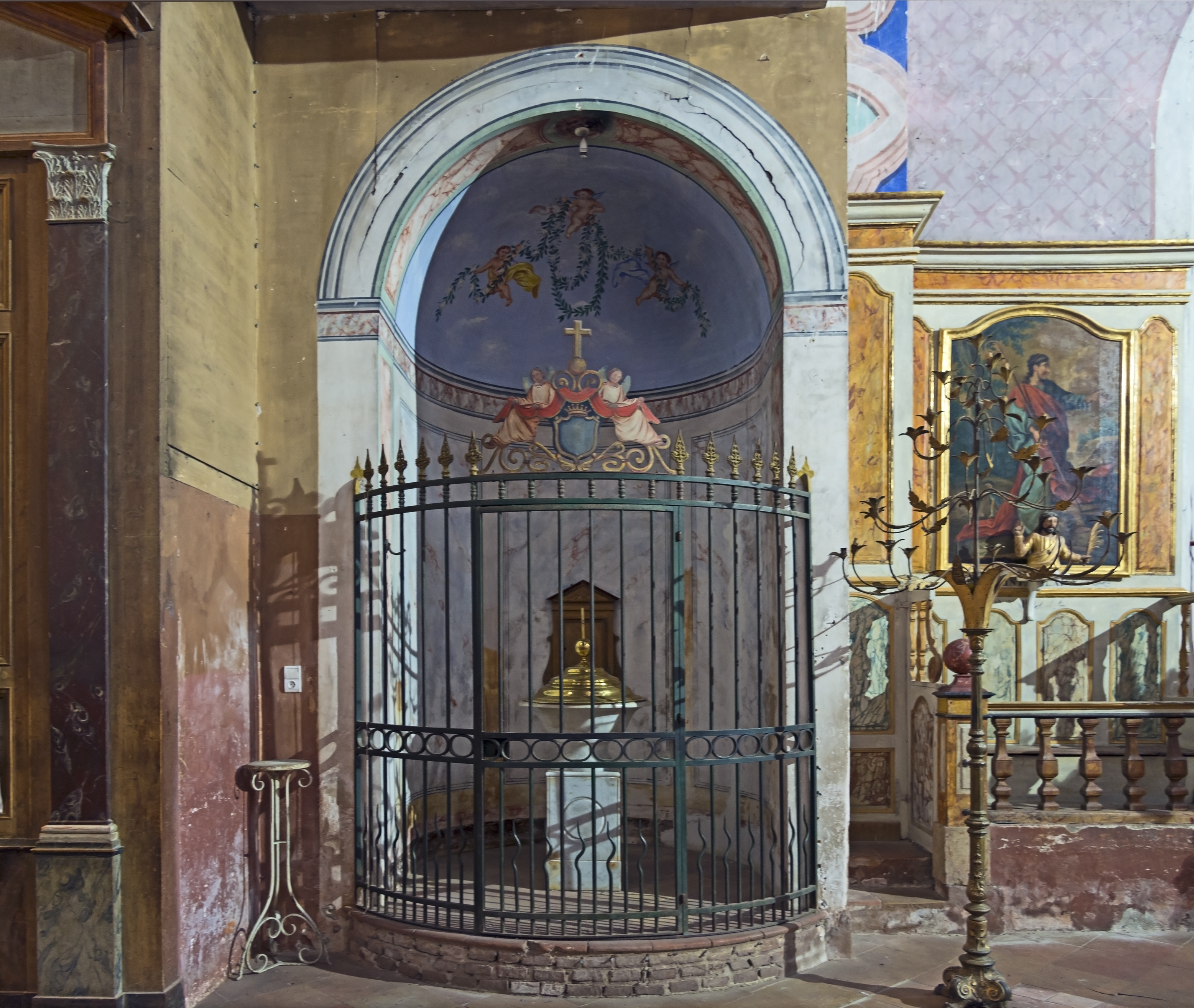
Les fonts baptismaux actuels.
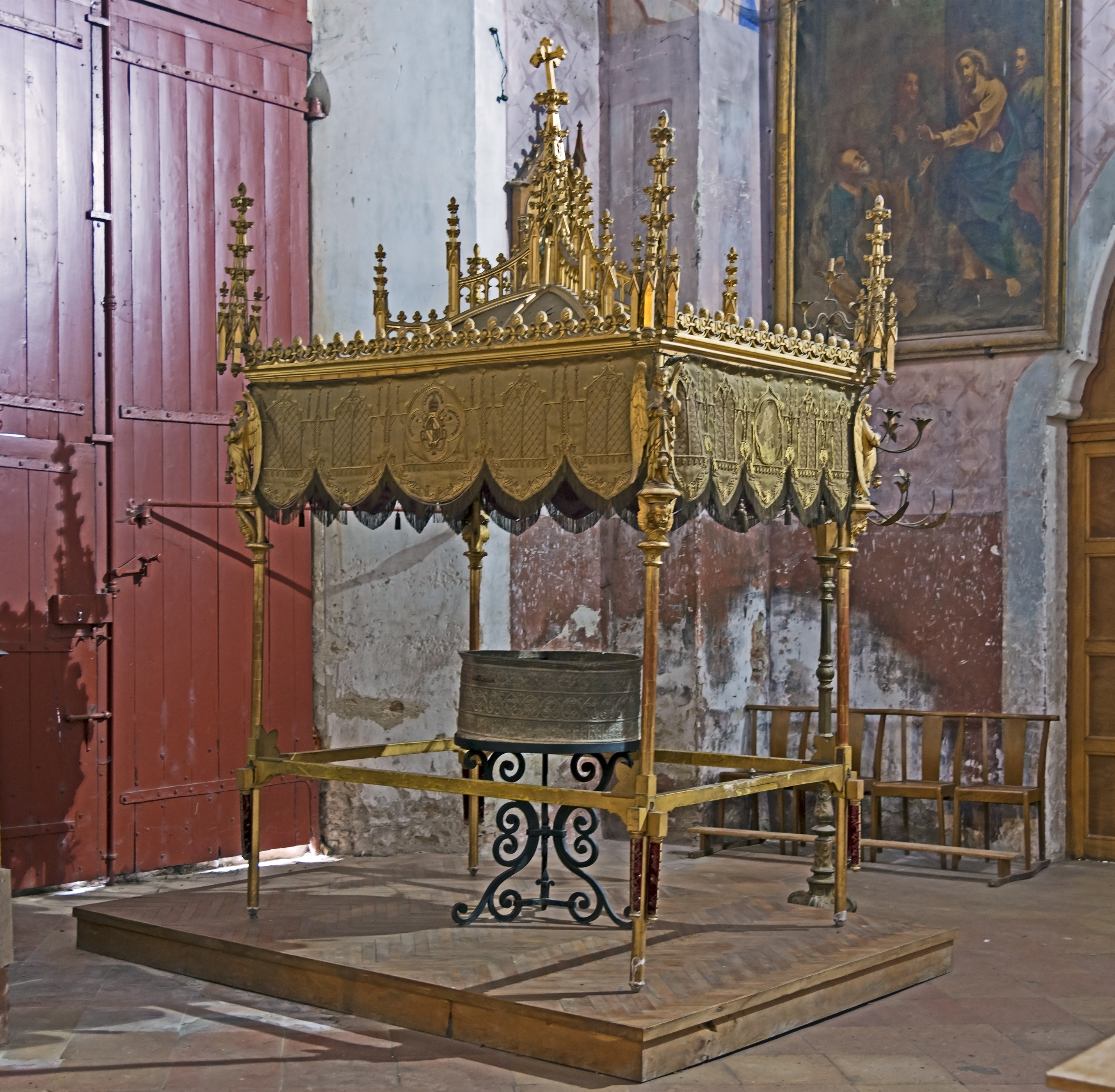
Les anciens fonts baptismaux en plomb et étain du XIIIe .
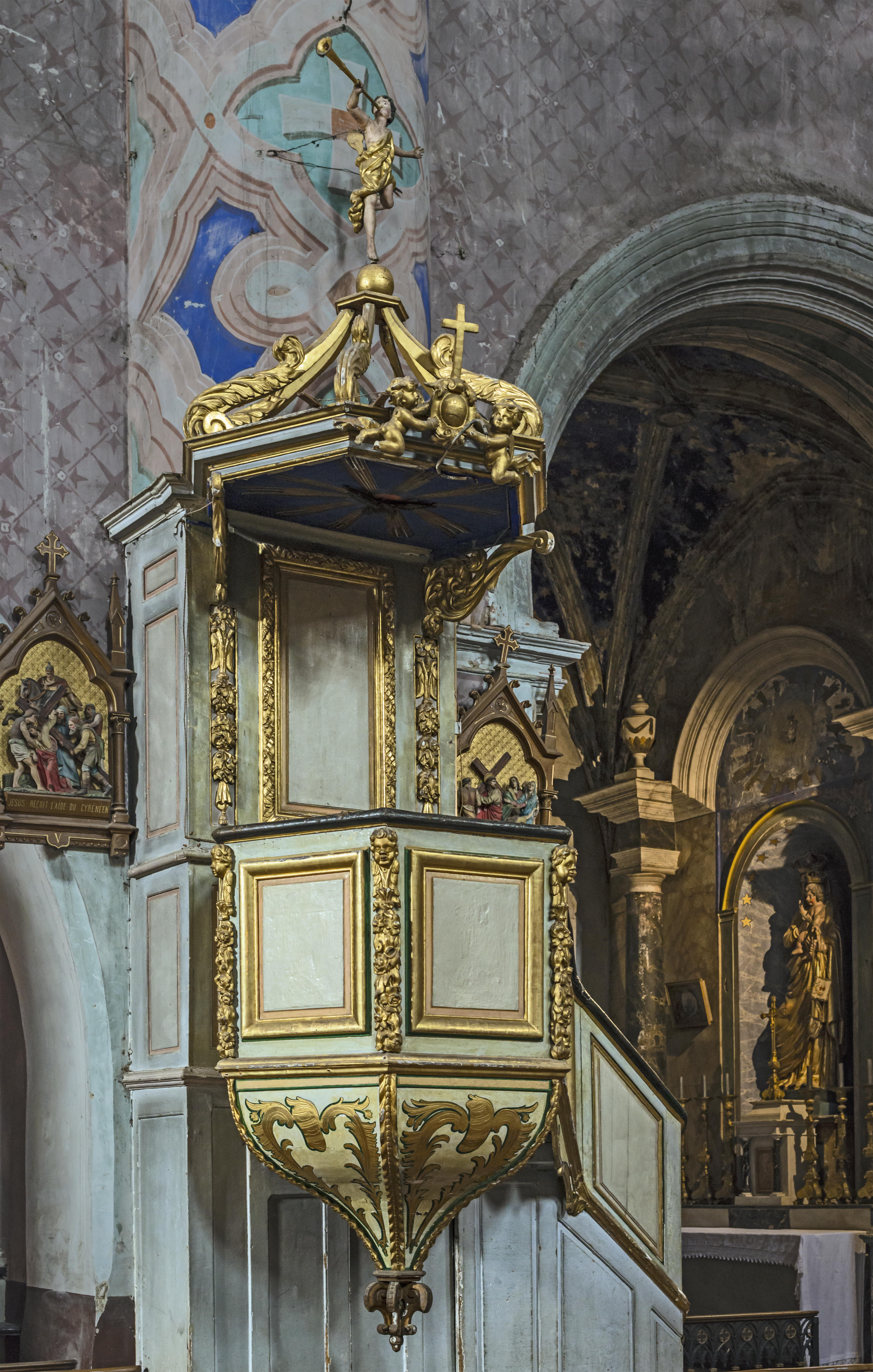
La chaire du XVIIIe siècle.
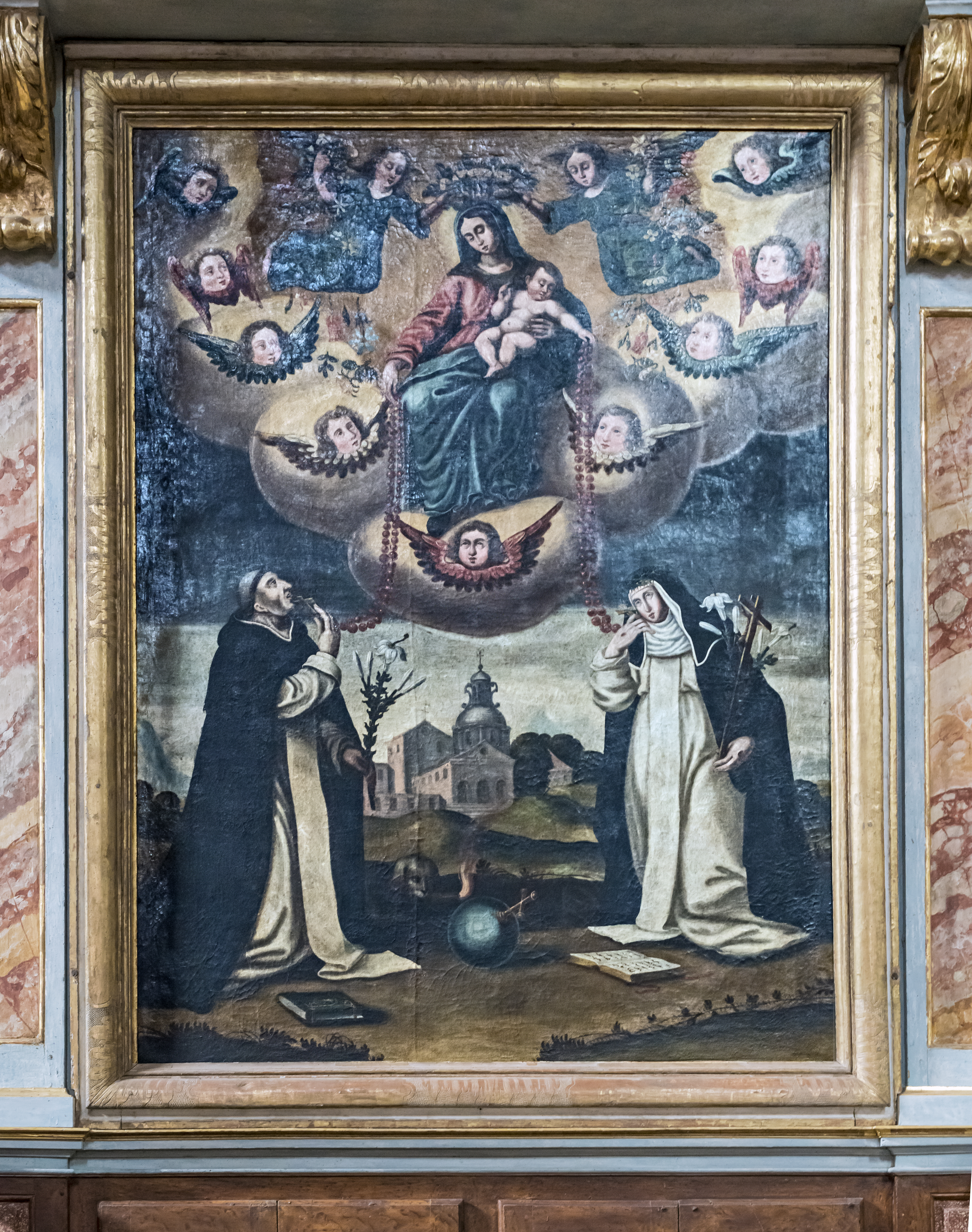
La Vierge du Rosaire.

- Tour de l'Horloge.
- Église Notre-Dame de Notre-Dame-de-la-Croix.
- Par le  traité de Paris 1229 l'ancien château a eu ses fortifications rasé , aujourd'hui un château privé y est présent et est surnommé « le château de la reine Margot », ceci en référence à la légende[réf. souhaitée] qui dit que la reine Margot était envoyée dans ce château lorsqu'elle était punie par le roi. En réalité, ce bâtiment est beaucoup plus récent.
- La halle du XIIIe siècle, face à l'hôtel de ville.

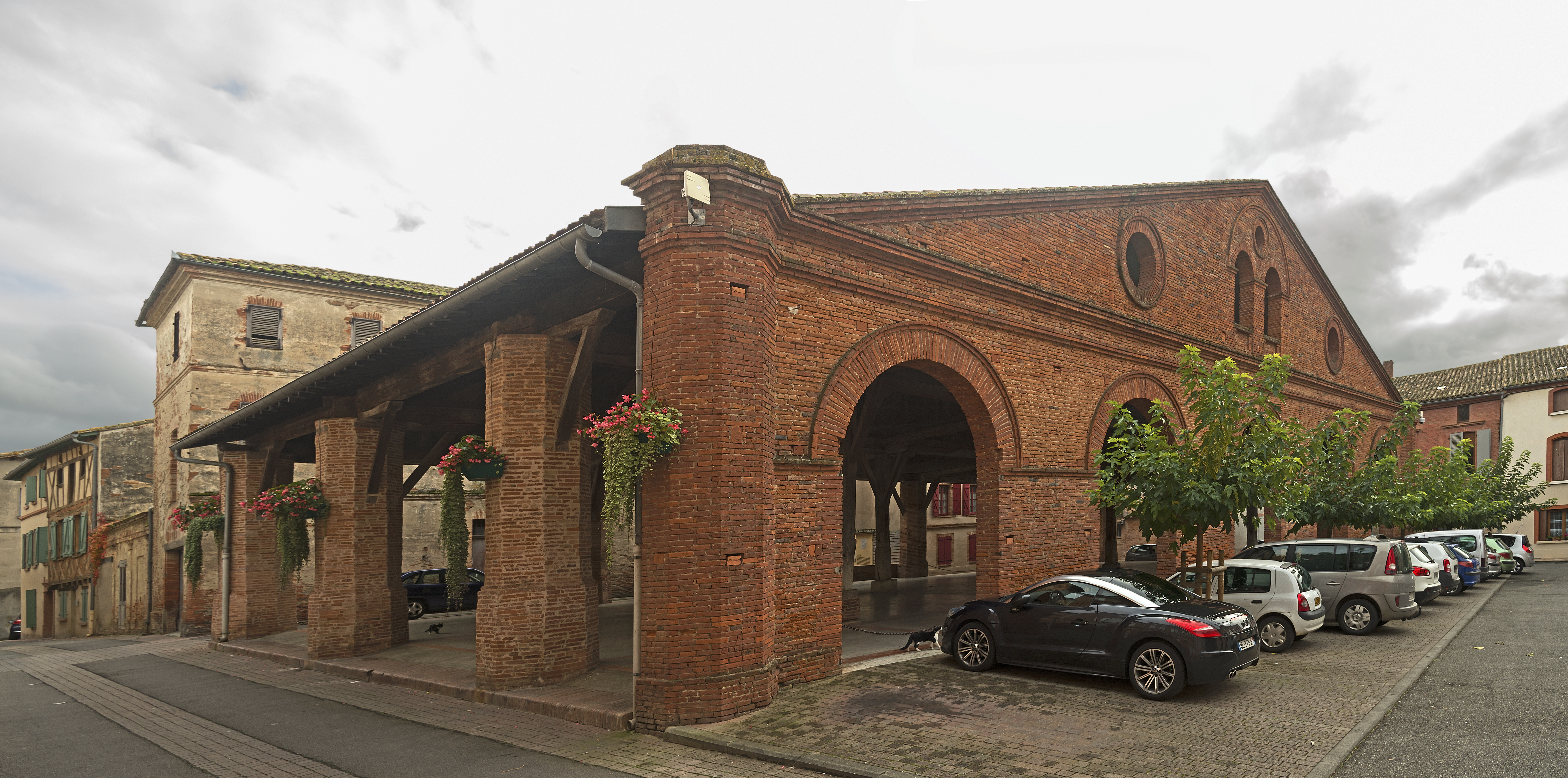
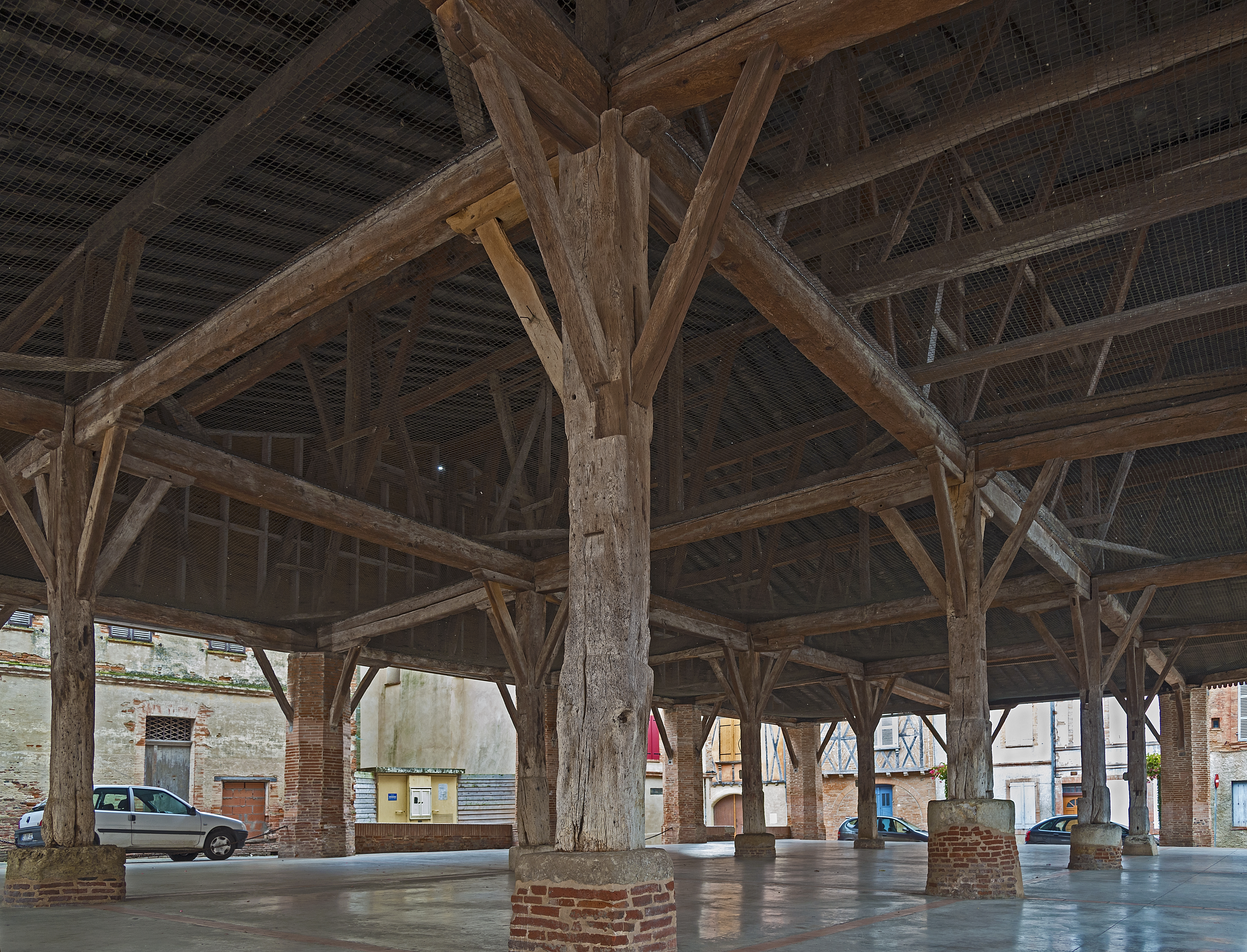

À l'extérieur du cœur historique, d'autres lieux sont à découvrir :
- En 1815, plantation de 63 platanes sur la Grande allée de platanes, site historique classé.
- L'ancien pont suspendu sur la Garonne, construit en 1931 mais aujourd'hui détruit, remplacé par un édifice (Porte de Gascogne) plus moderne et plus adapté à la circulation actuelle.
- De nombreux pigeonniers[64].

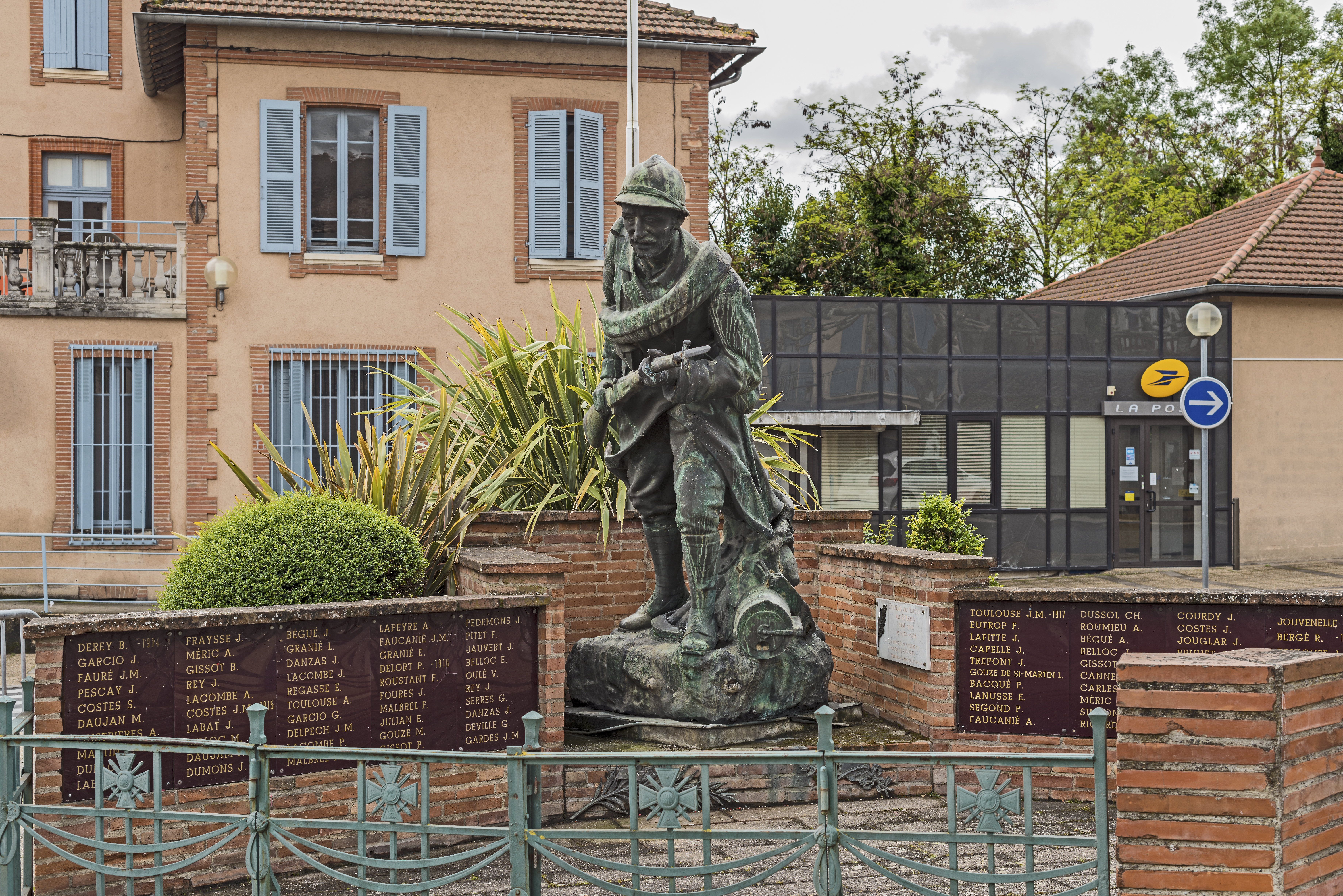
Le monument aux morts.
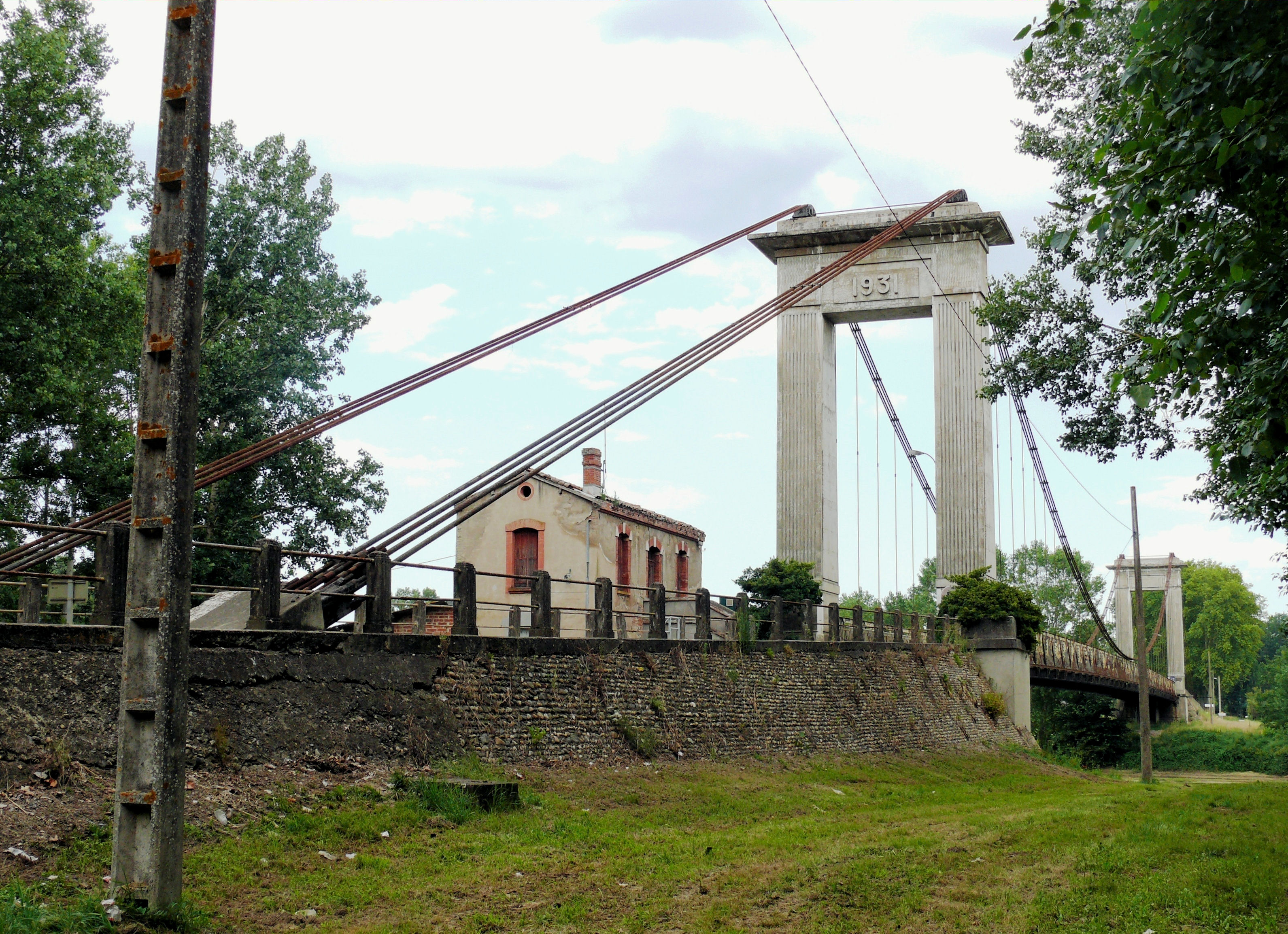
L'ancien pont suspendu sur la Garonne, détruit en 2013.
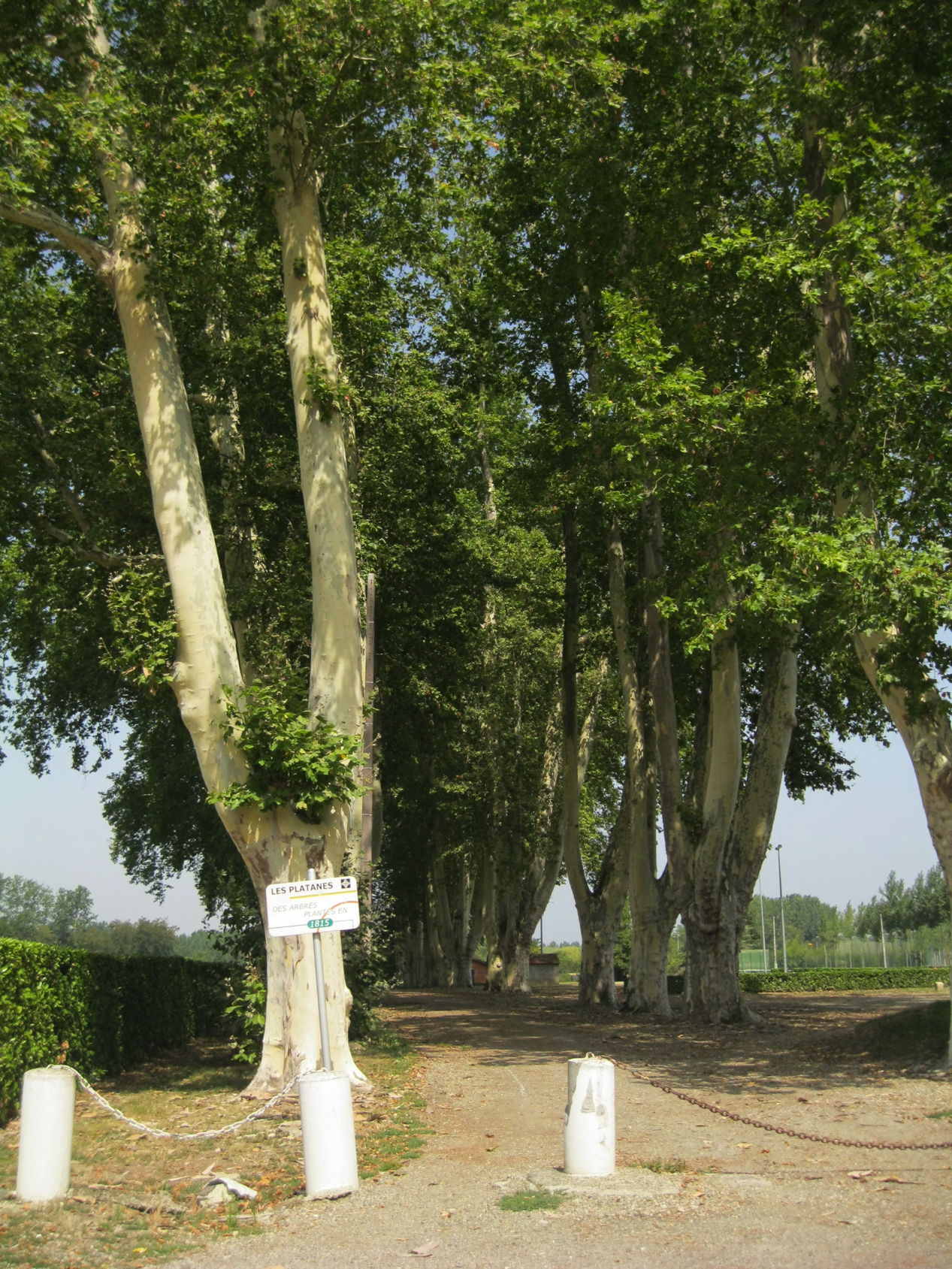
La grande allée de platanes plantée en 1815.
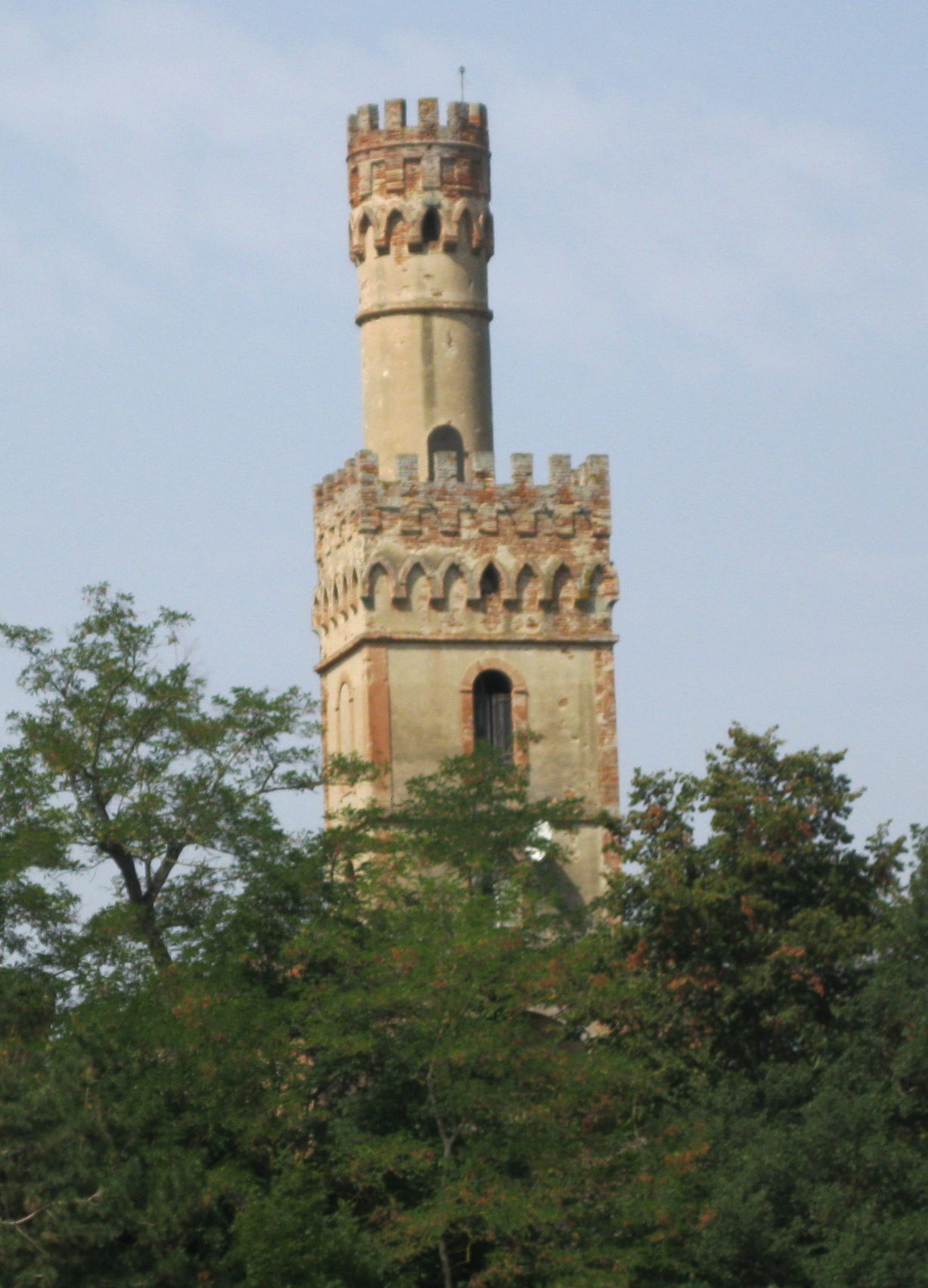
Tour du château dit « de la reine Margot ».
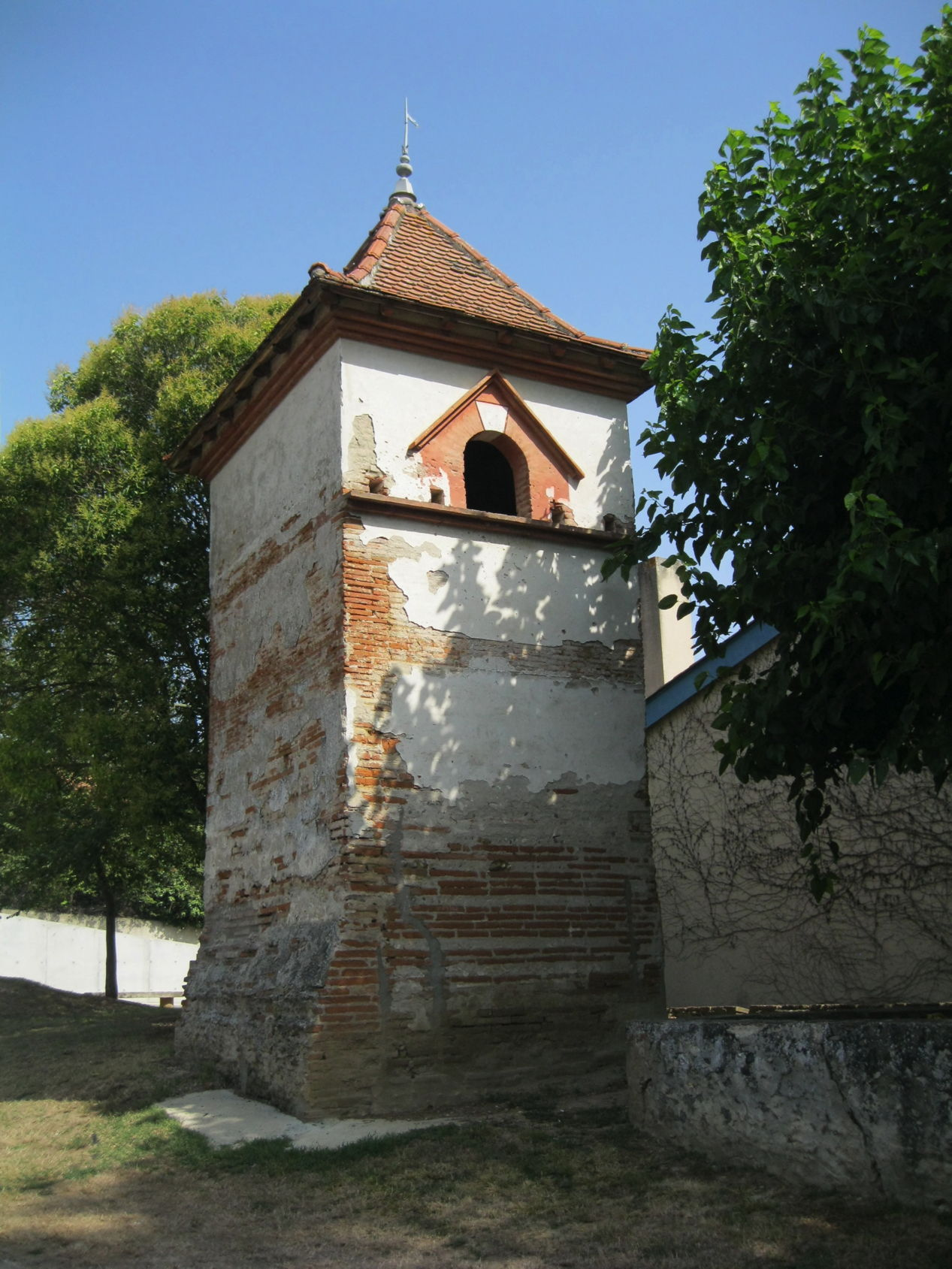
Pigeonnier carré du XVIIIe siècle près du groupe scolaire.

- La Garonne axe vital et fondateur de la commune, aujourd'hui délaissée ; ses principales crues : le 24 juin 1875 - 7,30 m, le 11 juin 2000 - 6,30 m.

## Vie locale

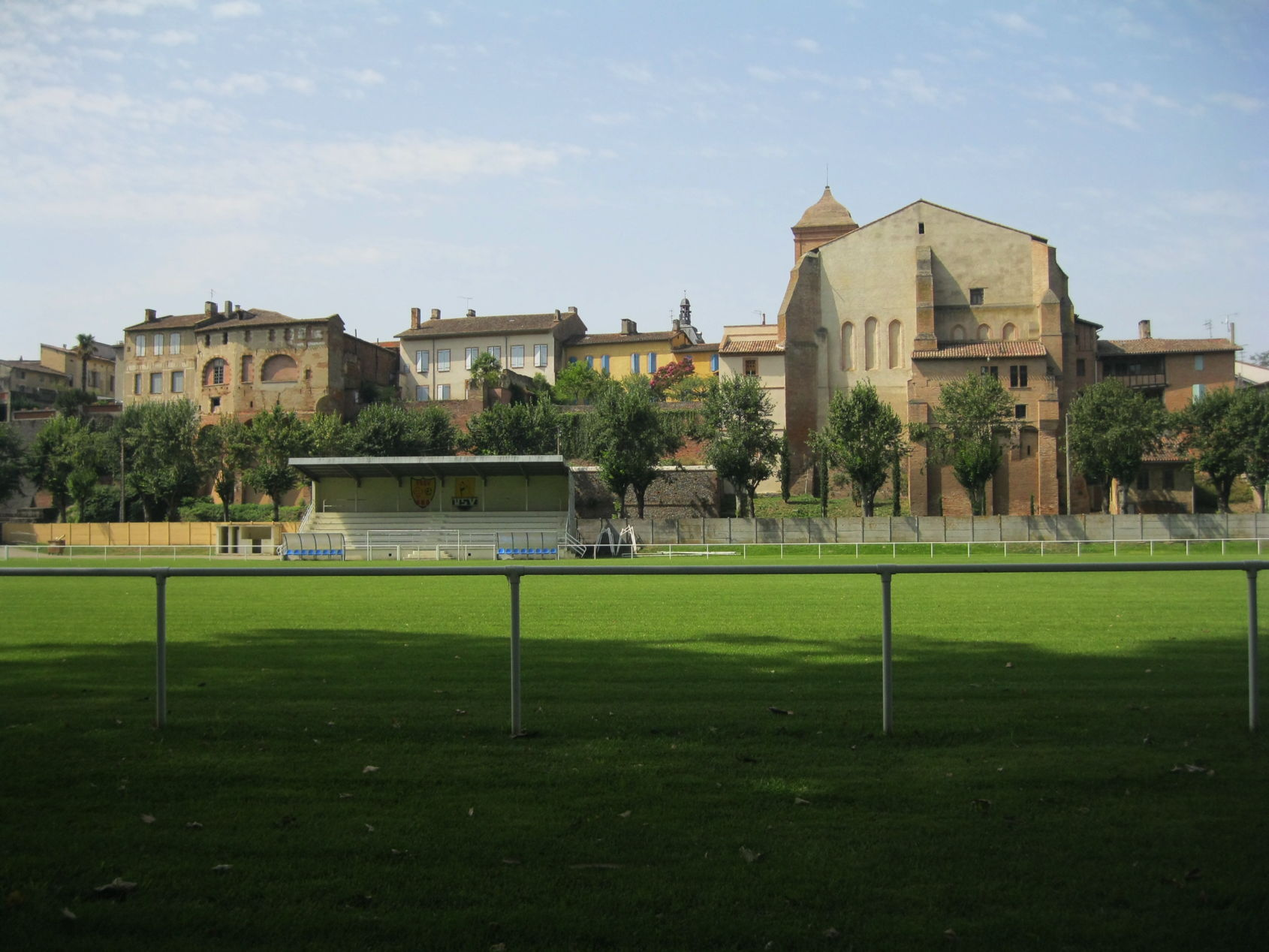
Le stade et les remparts.

### Enseignement
Verdun-sur-Garonne fait partie de l'académie de Toulouse.
L'éducation est assurée sur la commune de Verdun-sur-Garonne par l'école élémentaire des Dareysses, l'école maternelle Jules Verne et le nouveau groupe scolaire La Fontaine.
En 2015, le conseil départemental annonce l'ouverture d'un collège. Il est ouvert depuis septembre 2020.

### Culture
- Fête d'Art est un festival des arts de la rue présenté à Verdun-sur-Garonne par l'association Happy Culture.
- Quelques compagnies de théâtre de rue qui se sont produites dans ce festival : Carnage Productions, Utopium Théâtre, Compagnie Albemuth, 12 balles dans la peau, Ex-Nihilo, Cie Thé à la rue.
- Les Intégrales d'Automne, festival de musique, début octobre, porté par l'association Ni Une Ni Deux. Concerts à Verdun-sur-Garonne, au hameau Notre-Dame de La Croix et à Labastide-Saint-Pierre. On a pu les entendre dans le festival: La Main Harmonique, L'orchestre de chambre de Toulouse, ensemble Baroque de Toulouse, Madamicella, Carré de Flûtes, Méliades, ensemble Suonatori...

### Santé

#### Associations
- La Croix-Rouge a eu un comité à partir de 1969. Elle occupa les locaux de l'ancien hospice, puis le 2 rue de la ville avant d'être place des Écoles[65].

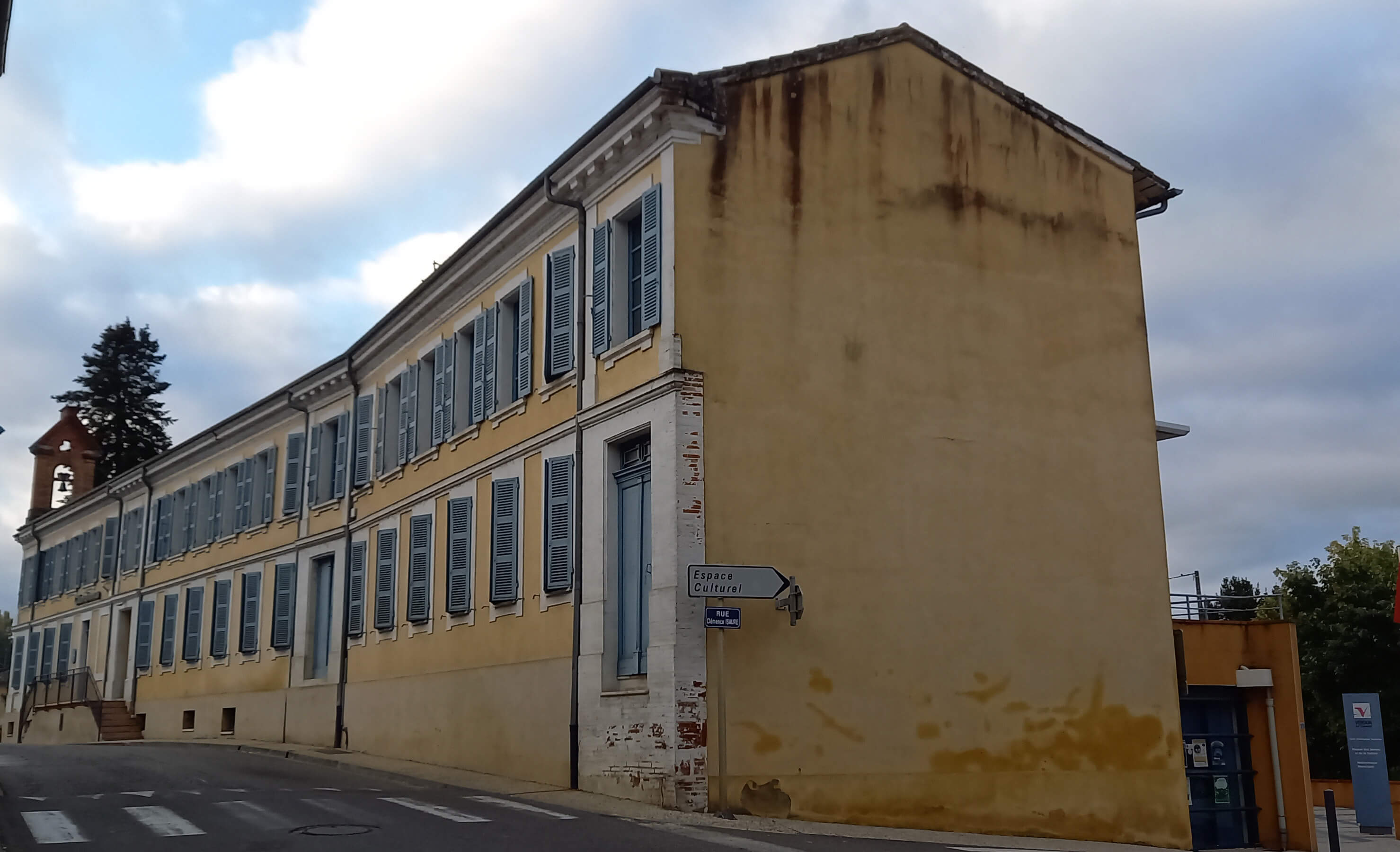
Ancien hospice
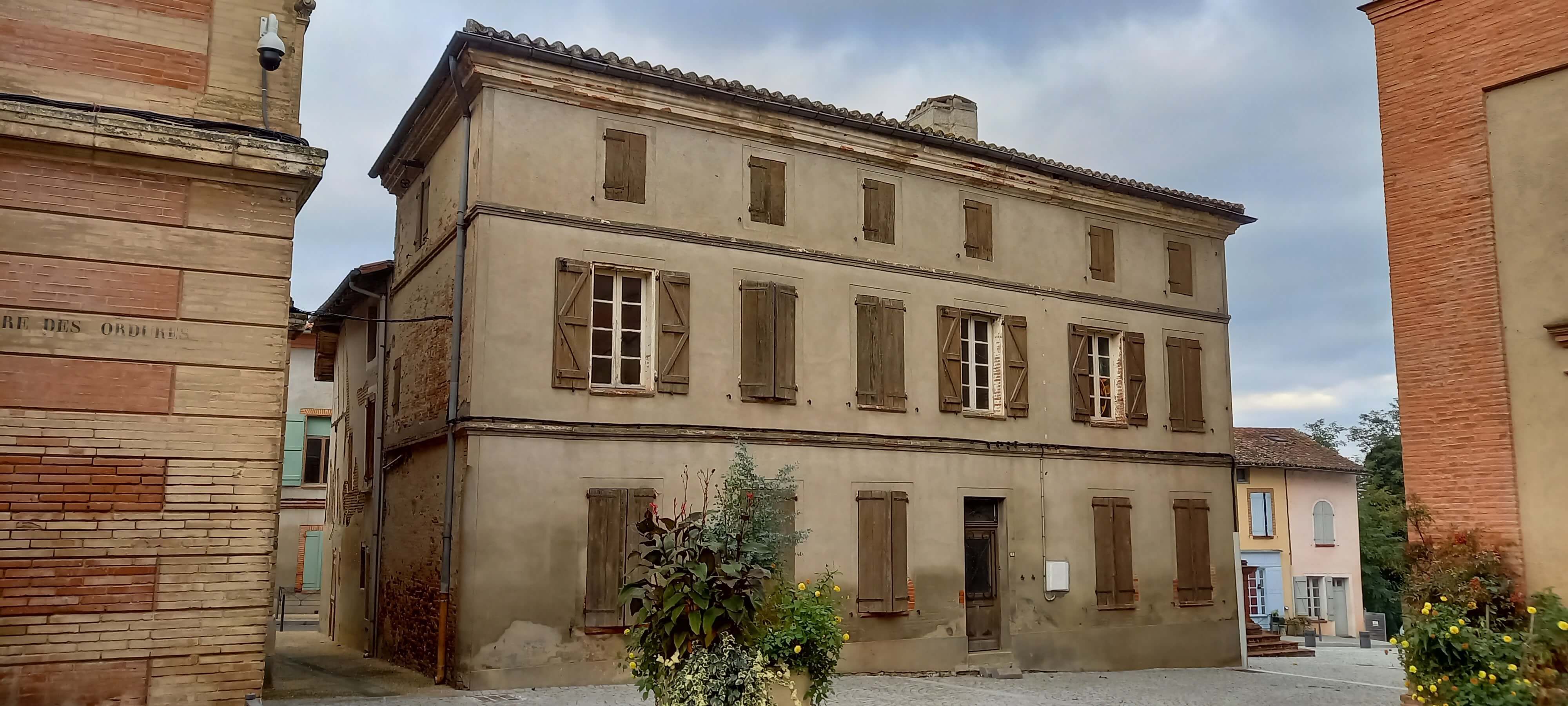
2 rue de la ville
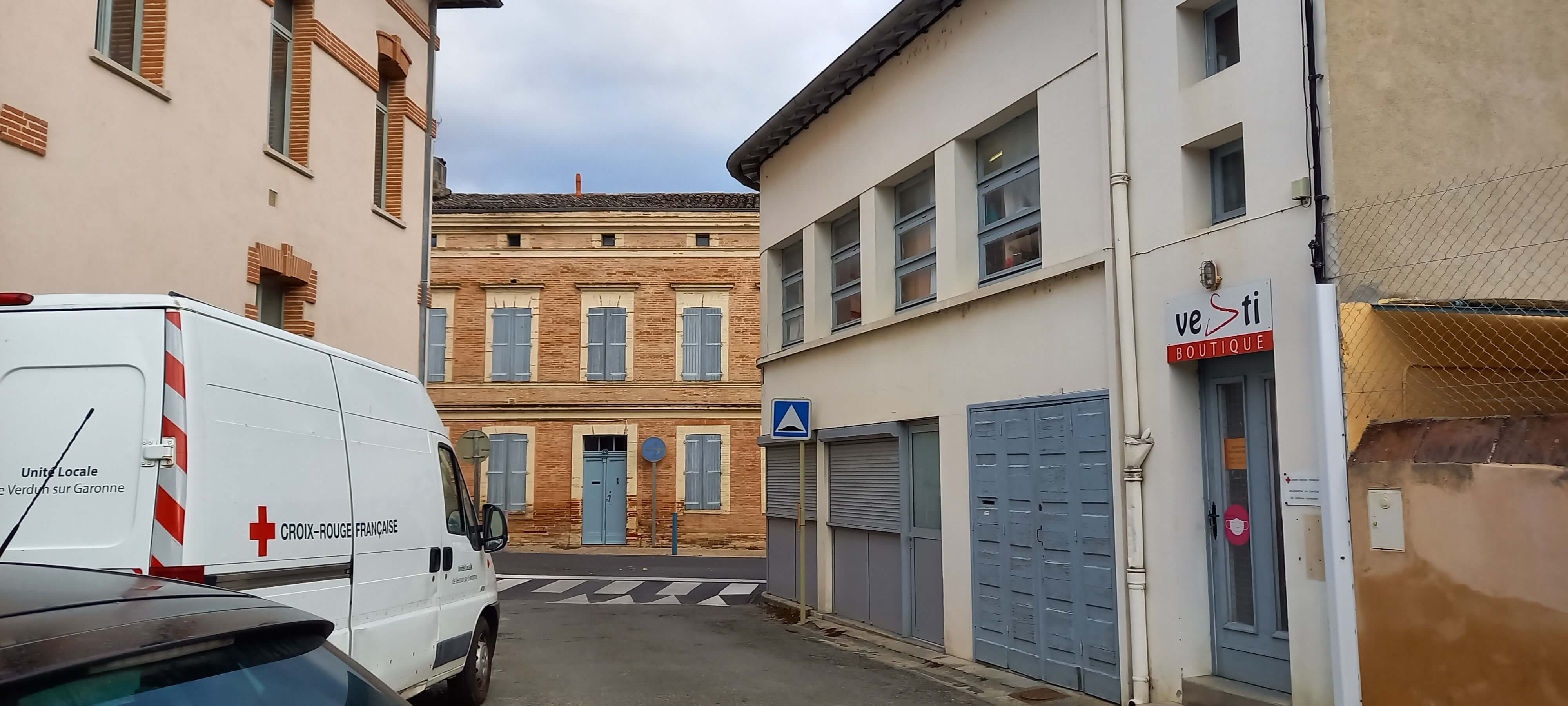
Place des écoles

### Marché
Le marché a lieu tous les vendredis matin sur la place de l'Éperon et ses alentours.

### Cultes
Le culte protestant se célèbre a l'église évangélique.

### Sports
- Union sportive verdunoise rugby à XV (USV)[67]
- École de football de Garonne Gascogne (EFGG)[68]
- Boxe française - Ultimate - Savate[69]
- Club de badminton Les Volants Verdunois[70]
- Aïkido[71]

### Personnalités liées à la commune
- Le Gallois de Rougé, mort vers 1469.
- Guillaume Brun (1430-1509), médecin de Louis XI.
- François-Joseph Double (1776-1842), médecin, fondateur avec Antoine Portal de l'Académie nationale de médecine.
- Henri Jauvert (1851-1926), félibre et poète.
- Joseph Capgras, natif de Verdun-sur-Garonne en 1873, était un psychiatre français.
- Henri Jolivet (1917-2001) décédé à Verdun-sur-Garonne était un joueur de rugby à XV champion de France en 1947 et en 1954.
- Françoise Imbert, native de la commune en 1947, est une femme politique française (PS).
- Clément Michelin (né en 1997), footballeur.
- Léon Rolland maire de Verdun-sur-Garonne de 1871 à 1880.
- Joseph Victor Alexandre Lamagdelaine né en 1764 à Verdun-sur-Garonne.